# Tillia tepe
Vous lisez un « article de qualité » labellisé en 2015.
Tillia tepe, Tilia tepe, Tillya tepe, ou Tillā tapa ou « le tertre d’or », ou « la colline de l’or » est un site archéologique de la Bactriane afghane situé dans la province de Djôzdjân à proximité de Chéberghân et fouillé en 1978 par une équipe soviéto-afghane dirigée par l’archéologue russo-grec Viktor Sarianidi, un an avant l’invasion soviétique de l’Afghanistan de 1979.
Les fouilles du tell de l’âge du bronze ont permis de dégager un trésor de plus de 21 000 pièces diverses dans six sépultures (cinq femmes et un homme), dont des éléments de joaillerie très raffinés et datés des environs du Ier siècle av. J.-C. Parmi les éléments mis au jour, des milliers de pièces découvertes sont en or, en turquoise ou en lapis-lazuli. Le tout constitue selon Jean-François Jarrige « un éblouissant ensemble de parures où se mêlent l'art des steppes, l'iconographie gréco-romaine, des objets indiens et des miroirs chinois du tout début du Ier siècle de notre ère ». Les fouilles ont livré une « extraordinaire moisson d'objets, éblouissants par leur matière et leur raffinement, mais plus précieux encore par tout ce qu'ils suggèrent de contacts » selon Pierre Chuvin. Le trésor est un « précieux témoignage d'un monde ouvert depuis longtemps aux échanges commerciaux » et en même temps le « prototype même du trésor archéologique oriental ».
Les découvertes faites alors ne se limitent pas au trésor : le site livra quantité d’autres éléments importants pour la connaissance historique. Bien des questions restent cependant en suspens comme l’identité des personnes inhumées ainsi ou les influences diverses qui transparaissent dans les œuvres mises au jour.
L'histoire du pays rattrape la fabuleuse découverte archéologique : « le contexte chaotique des années 1980, qui emporte l'Afghanistan dans la tourmente de vingt années de guerre, allait créer le mythe, celui de l'or de Bactriane sur fond de guerres civiles et de luttes fratricides ».
Après sa découverte le trésor est considéré comme perdu pendant les conflits que subit l’Afghanistan : la guerre et l’occupation soviétique puis la guerre civile qui se poursuit jusqu’à ce que les Talibans soient chassés du pouvoir à Kaboul par l'intervention américaine de l'automne 2001. Cette période a été particulièrement dévastatrice, non seulement pour les populations mais aussi pour le patrimoine culturel du pays dont les sites archéologiques et le musée national qui perd la plus grande partie de ses collections.
Le trésor est redécouvert en 2003, il bénéficie depuis lors d’un éclairage international lors d’expositions organisées à l’étranger dont à Paris, au Musée national des arts asiatiques - Guimet, en 2006-2007. Il est prévu que l’or de Bactriane prendra place dans un nouveau musée à Kaboul non encore à l’ordre du jour du fait de l’instabilité chronique que connaît le pays.
Les découvertes sont essentielles, car il s’agit là selon l’expression de l'archéologue Véronique Schiltz d’un « chaînon manquant entre la fin d’Aï Khanoum, la cité grecque de l’Oxus détruite par les nomades, et la naissance du grand empire kouchan, construit, lui, par les nomades » et d'« un témoin majeur de l'identité afghane et de toute l'Asie centrale ».

## Étymologie et localisation

Carte de la Bactriane. Tillia tepe est située dans la partie occidentale de l’ancienne région de Bactriane.

Tillia tepe est située en Bactriane, région dont le bassin est constitué par le fleuve Amou-Darya, antique Oxus, et partagée entre les actuels Afghanistan, Ouzbékistan et Tadjikistan. Les vallées possèdent des oasis avec un système d'irrigation précoce dès avant le IIe millénaire av. J.-C., muni de barrages et de canaux. La région possède donc dès la plus haute antiquité un « potentiel agricole » et est une région de passage des voies commerciales venant d'Inde et de Chine.
La plaine du Nord de l'Afghanistan actuel et bordant le fleuve Amou-Daria « est parsemée de monticules, qui sont les restes d'établissements anciens », parcourus et explorés au moins superficiellement depuis les temps immémoriaux par les populations locales en vue de recueillir divers vestiges. Ces tertres sont baptisés de « noms évocateurs dans les langues persanes ou turques locales », ainsi « colline des infidèles », « colline de l'or » ou « colline des bijoutiers ». Le site de Tillia tepe consiste avant les fouilles en une butte artificielle haute de quatre mètres et est ouvert sur la steppe.
La ville fortifiée d'Emchi tepe, à 5 km au nord-est de la moderne Chéberghân sur la route d’Akcha, est seulement à 500 m de la désormais célèbre nécropole de Tillia tepe et est à proximité des premiers contreforts de l'Hindou Kouch. Le site d’Emchi tepe a livré un palais, une citadelle et des remparts, et fut actif de l’époque gréco-bactrienne à l’ère kouchane.
La ville actuelle de Chéberghân est située à environ 100 km à l’ouest de Bactres,.

## Histoire

### Histoire de la région

Le royaume gréco-bactrien vers 180 av. J.-C., à son apogée territorial, soit environ 80 ans avant la date haute du trésor de Tillia tepe.

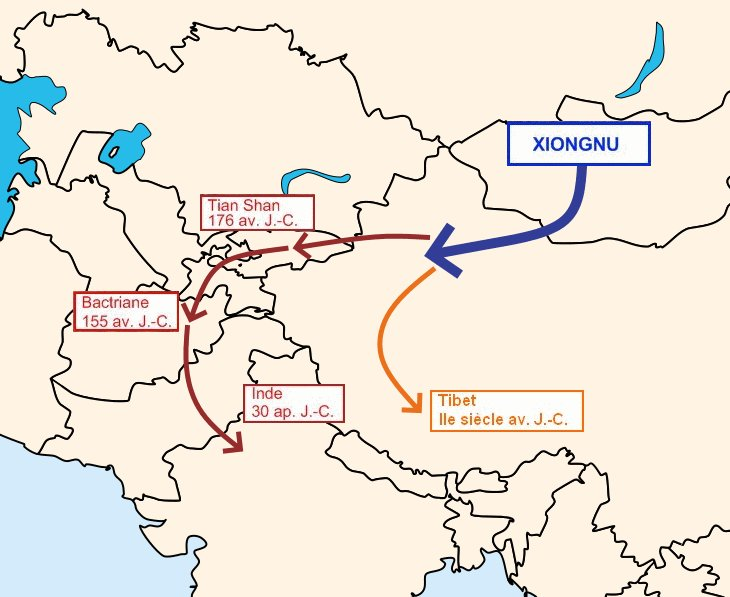
Migration des Petits et Grands Yuezhi entre le et le, ils sont en Bactriane au milieu du

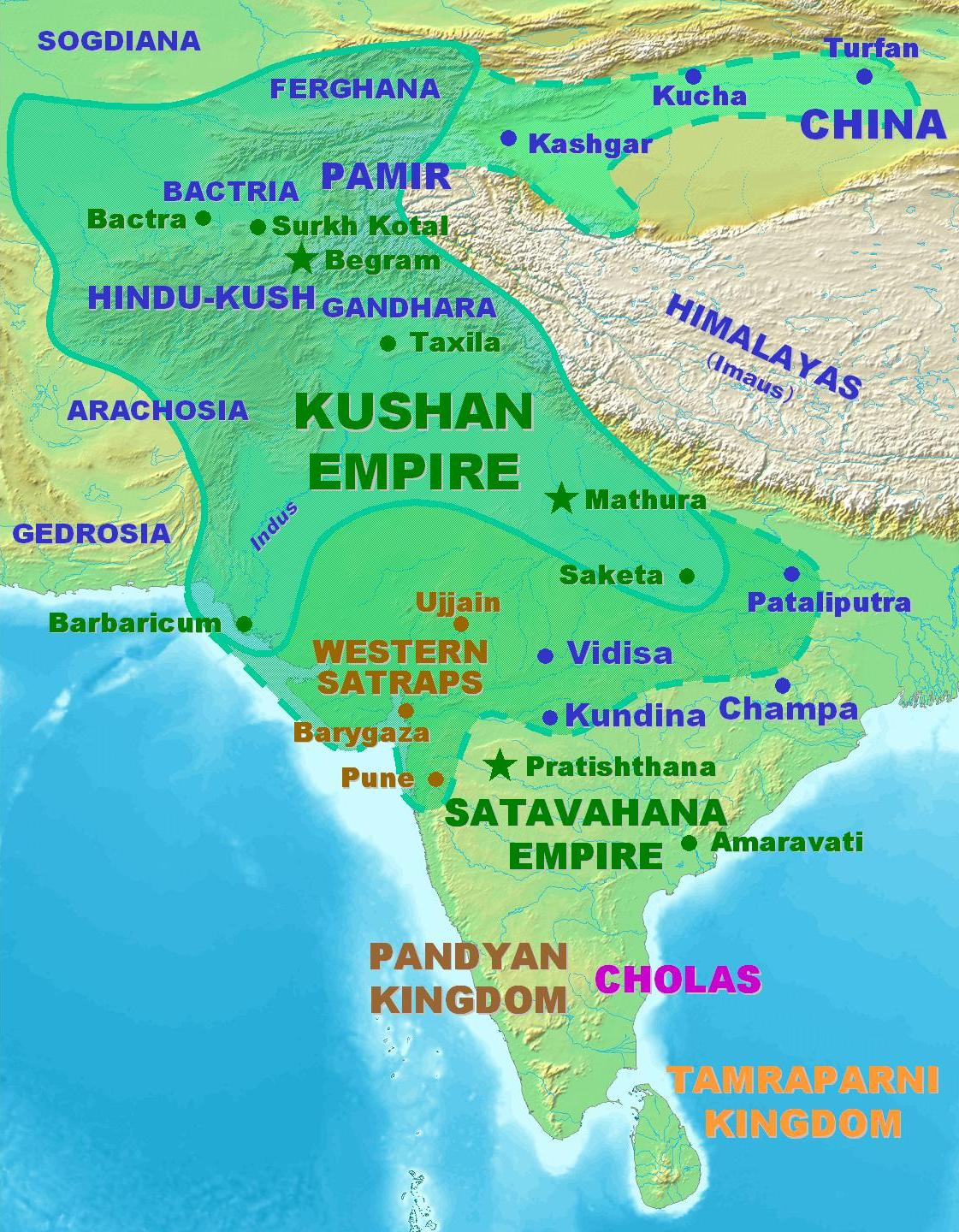
L'empire kouchan vers 150, soit un demi-siècle après la date basse du trésor de Tillia tepe.

La région est un pôle important dès l'époque achéménide entre le VIe et le IVe siècle av. J.-C.. La conquête par Alexandre le Grand vers 331 av. J.-C. a laissé peu de traces. Les Bactriens se rallient au conquérant macédonien en 327 av. J.-C. lorsque ce dernier épouse une de leurs princesses et engage dans son armée des contingents locaux. Par la suite, elle est soumise aux Séleucides puis appartient au royaume gréco-bactrien après la sécession du gouverneur macédonien de la province en 246 av. J.-C., Diodote. La Bactriane s'étend au sud de l'Hindou Kouch sous le règne de Démétrios vers 200-190 av. J.-C.. Le royaume gréco-bactrien résiste aux tentatives de conquête des Séleucides ou du pouvoir parthe, maître du plateau iranien vers 160 av. J.-C. La civilisation grecque s'implante profondément comme en témoignent les fouilles réalisées à Aï Khanoum et laisse des « traces indélébiles dans la culture des populations locales ».
Les nomades, dont les Yuezhi, chassés des confins de la Chine par les Xiongnu, vers 175 av. J.-C., atteignent le fleuve Oxus et renversent le royaume gréco-bactrien vers le milieu du IIe siècle av. J.-C. ou vers 130 av. J.-C. selon Chuvin. Ils ont dans leur sillage expulsé les Saces, leur mouvement global étant lié à la pression d'autres peuples.
La question de l'identité des nomades responsables de la chute est complexe, déduite de quelques maigres éléments dans Strabon (XII, 8, 2) et également dans quelques sources chinoises qui évoquent seulement les Yuezhi. Strabon nomme sans doute Tochares le peuple yuezhi.
Aï Khanoum tombe vers 145 av. J.-C. et le règne d'Hélioclès, ultime souverain de la Bactriane grecque, s'achève en 130 av. J.-C.. En 129 av. J.-C., Zhang Qian décrit les Yuezhi sur la rive droite de l'Oxus mais non occupant la Bactriane, « conquise sur les Grecs par d'autres ethnies nomades ».
La période connaît des invasions successives dans toute la région et jusqu'en Chine, qui cherche à s'en protéger par la Grande Muraille de Chine. De nombreux peuples nomades arrivent sur la frontière orientale de l'empire parthe à partir du dernier tiers du IIe siècle av. J.-C. Parmi ces peuples, les Saces ou Sacarauques s'installent en particulier dans la province de Seistan, « tribus non yueh-chih gravitant dans l'orbite de l'empire parthe », et alternant avec ce pouvoir parthe entre alliances et rivalités.
Des principautés indo-grecques se maintiennent au sud de l'Hindou Kouch et au Pendjab jusqu'au début de l'ère commune, jusqu'à environ 20 ap. J.-C..
Les nomades ayant atteint le fleuve Oxus et prenant la suite du royaume gréco-bactrien fondent cinq principautés dont l'une portait le nom de « Kuei Shuang » qui donne Kouchan par la suite. Emchi tepe est peut-être la résidence d'un gouverneur de province. Pour Bernard, les occupants de Tillia tepe sont des nomades sédentarisés de la région de Sheberghan dont la résidence était localisée à Emshi tepe. Cependant le même considère qu'au milieu du Ier siècle apr. J.-C. « un domaine (...) échappait encore à l'emprise de ce qui était en train de devenir l'empire kushan ».
Les Kouchans finissent par s'emparer de la région et fondent avec leur empire une « culture proprement kouchane née d'un mélange de traditions gréco-bactrienne, chinoise, indienne et perse ». L'empire kouchan est « le premier grand empire nomade » : il s'étend de l'Inde du Nord et l'Afghanistan jusqu'à l'Asie centrale, même si l'histoire événementielle en est assez largement méconnue.

### Histoire du site
La butte artificielle qui abritait les sépultures faisait trois à quatre mètres de hauteur et une centaine de mètres de diamètre. L’édifice fouillé possédait des salles à colonnes et une muraille, le tout en brique. L’établissement, un temple, est daté dans cette phase de la fin de l’âge du bronze et du début de l’âge du fer, vers 1600 av. J.-C. Il y avait un autel en forme de croix. L'établissement est utilisé pendant 500 ans.
Le site du temple est occupé ensuite par un habitat pendant une brève période puis abandonné. Les tombes sont aménagées dans les ruines au début de l’ère commune. Des monnaies découvertes dans les nécropoles autorisent une datation entre 100 av. J.-C. et 100 apr. J.-C., soit entre la fin du Royaume gréco-bactrien et l'Empire kouchan. Cette époque correspond à une « période obscure et mystérieuse » pour la région selon Sarianidi.

### Redécouverte

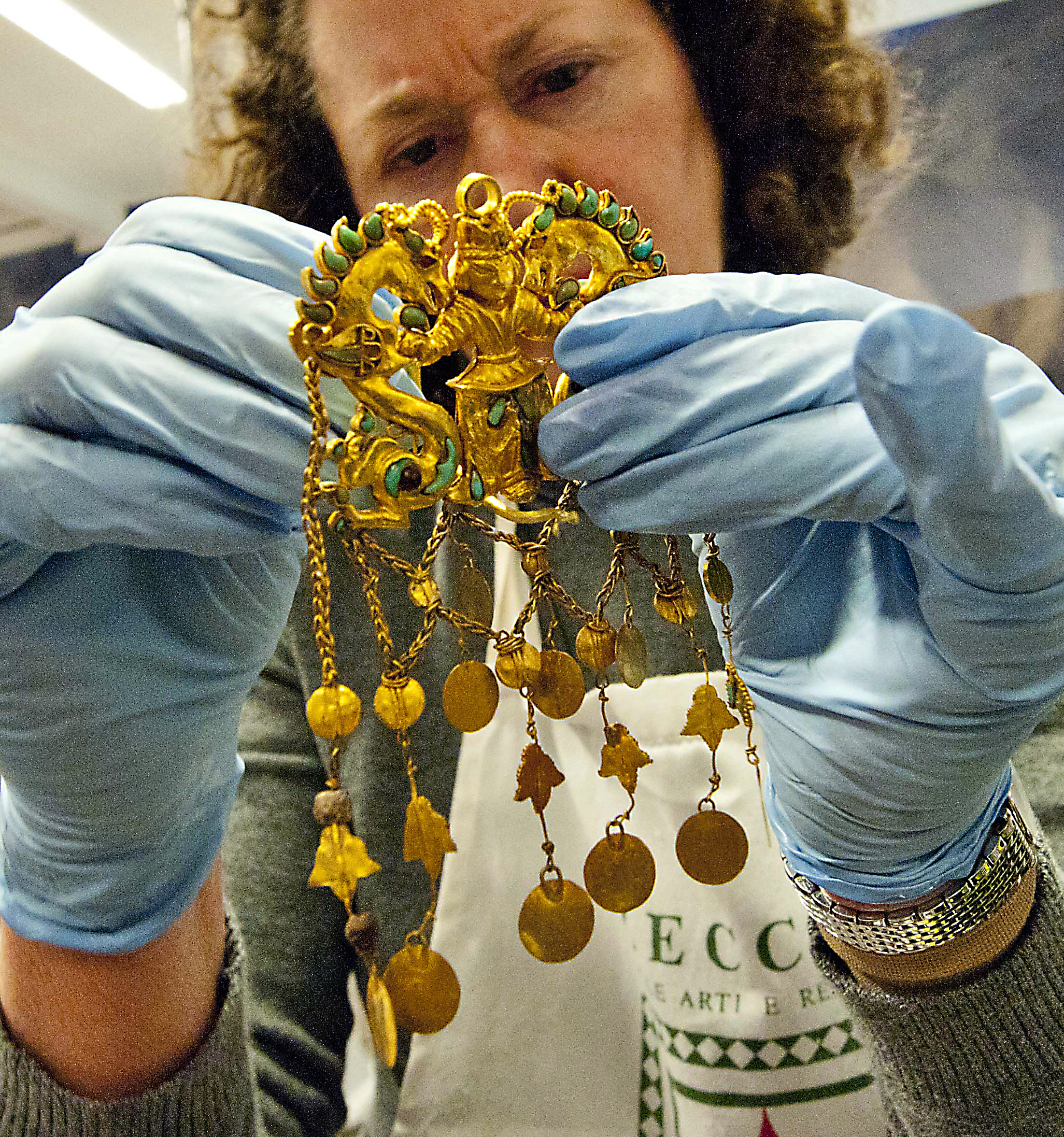
Soins apportés à un pendentif (photographie de 2012).

L’archéologue Viktor Sarianidi, « spécialiste de l'âge du bronze », et son équipe débutent des fouilles dans la région en 1968. La mission comprend outre Viktor Sariadini l'archéologue afghan (et désormais franco-afghan) Zemaryalaï Tarzi. Ils explorent la rive gauche de l’Oxus afin de compléter des travaux entrepris en Ouzbékistan et au Turkménistan, et les plaines de loess du Nord de l'Afghanistan à partir de 1969. Ils ouvrent le site appelé Tillia tepe durant l’hiver 1978-1979 après en avoir commencé l'étude en 1970 selon Dupaigne. Un repérage a lieu en 1977. Les tessons de poterie collectés alors sont immédiatement perçus comme spécifiques. La fouille est exemplaire de précision, en dépit des difficultés liées au contexte politique.
Le 13 novembre 1978, l'équipe souhaite fermer le chantier du fait de la faiblesse des résultats obtenus. Elle se poursuit cependant, avec de grands résultats. La fouille de la première sépulture commence le 15 novembre,. Les fouilles livrent, outre le matériel en métaux précieux, des ossements humains qui furent étudiés par des laboratoires d’anthropologie, des éléments de tissu, « les éléments de deux arcs, les vestiges d’un trône pliant et bien d’autres éléments plus précieux pour qui cherche à comprendre que les plus précieux bijoux ». Le découvreur qualifie sa trouvaille de « découverte du siècle ».
Les archéologues travaillent « en Bactriane afghane tant que cela [est] possible ». Le 8 février 1979, les objets sont transportés à Kaboul. Viktor Sarianidi quitte l’Afghanistan en février. Cependant, en décembre 1979, l’invasion de l’Afghanistan par l’URSS empêche la reprise des fouilles. Malgré tout, des éléments semblables à ceux trouvés lors des fouilles continuent d'affluer chez les marchands d'antiquités, à Peshawar ou même sur Internet au début des années 2000, preuve de fouilles clandestines, peut-être dans la septième tombe du site, « suscitant toutes les convoitises et toutes les rumeurs ».
Certains éléments sont exposés au Musée national afghan de Kaboul en 1980, puis transférés au palais Kouti Baghtcheh en 1985.
Le responsable de la mission dirige un inventaire photographique en 1982 suivi d’une riche publication en 1985 sous le titre « l’Or de la Bactriane ». La fouille est publiée en 1989 sous le titre « Le temple et la nécropole de Tillia tepe ».
Certains éléments des fouilles sont exposés au Musée de Kaboul en 1988.

### Perte et nouvelle redécouverte: le trésor retrouvé

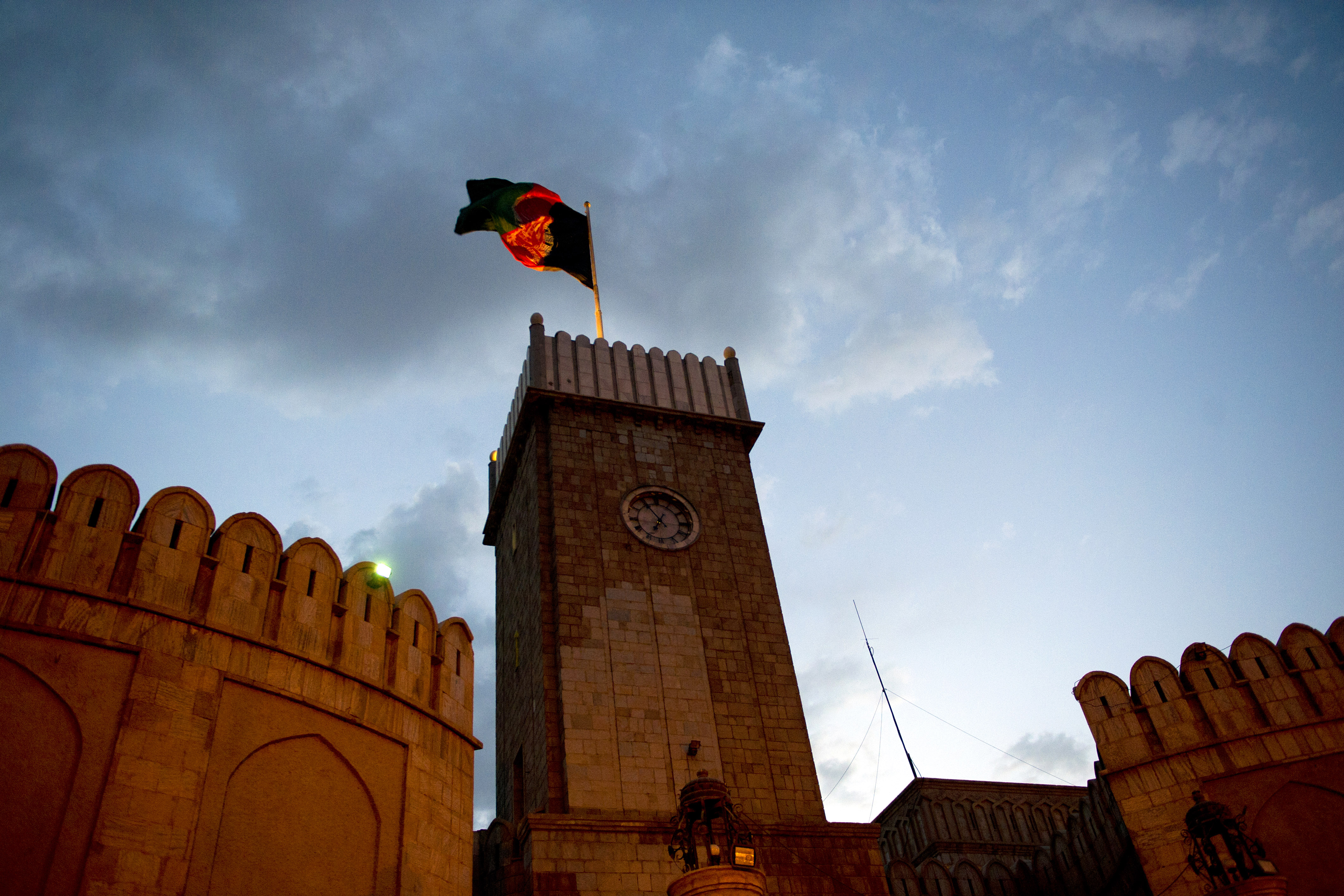
Vue du palais présidentiel, l'Arg, qui abrite le trésor durant un quart de siècle.

En 1988, du fait d'une sécurité dégradée à Kaboul, les responsables du Musée national proposent au Président de la République Mohammed Nadjibullah le transfert d'œuvres, parmi lesquelles le trésor de Tillia tepe, dans des lieux sécurisés. Elles sont enfermées dans les coffres de la Banque d'Afghanistan, l'Arg, sous le palais présidentiel de Kaboul, et « le secret a été bien gardé », même si « certains Afghans ont été torturés et tués pour ne pas avoir révélé la cachette ».
Le trésor disparaît et cet « évanouissement [est] suspect aux yeux du grand public qui croit le trésor à tout jamais perdu sur fond de rivalité entre blocs (...), et de luttes de factions, de manipulation de l'information ». En 1988, la rumeur que le trésor a quitté l'Afghanistan, volé par les Soviétiques, circule. Elle est relayée par Le Monde dans un article publié le 15-16 mai. La même rumeur circule au moment du retrait de l'armée soviétique d'Afghanistan en mars 1989. Bien d'autres rumeurs circulent en particulier dans les années 1990, « parlant de leur vol, de leur vente sur le marché noir et même de leur fonte ».
L'année 1989 est la dernière année où le trésor de Tillia tepe est vu, il est ensuite cru perdu durant un quart de siècle, jusqu'à l'ouverture des coffres de la Banque centrale d'Afghanistan. Une exposition d'une journée de quelques objets avait cependant eu lieu en 1991 au palais Kouti Baghtcheh.

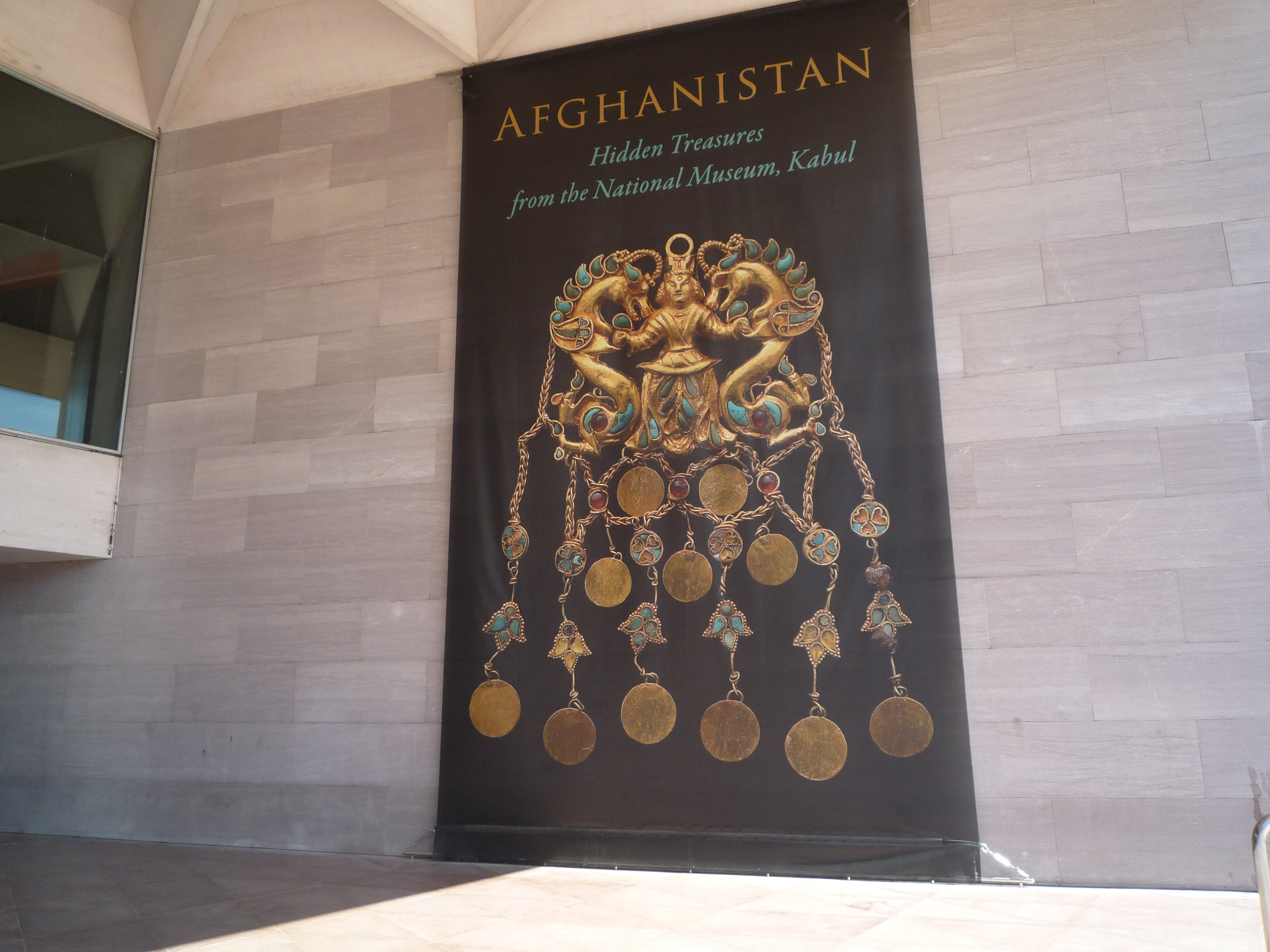
Affiche de l'exposition Hidden Treasures from the National Museum, Kabul

Une vérification des scellés a lieu en 2002 et l'information de la sauvegarde de la majeure partie des pièces du trésor de Tillia tepe est rendue publique en 2003 par les autorités afghanes. Selon Dupaigne, le contrôle des scellés a lieu le 29 août 2003 et un inventaire fait en juin 2004, financé par la National Geographic Society. 1 100 objets sont alors portés manquants.
La présentation du trésor est prévue pour une grande exposition au musée Guimet à Paris puis dans diverses autres grandes villes. La sortie des pièces précieuses est refusée dans un premier temps par les parlementaires afghans puis acceptée. Les retards s'accumulent et les objets ne parviennent à Paris que le 16 octobre 2006. Les restaurateurs du musée Guimet doivent remettre en état un certain nombre d'objets et l'exposition de certaines pièces a lieu du 6 décembre 2006 au 30 avril 2007. Les objets sont exposés à la National Gallery of Art à Washington du 25 mai au 7 septembre 2008 et le périple continue jusqu'en 2015 au moins, en particulier du fait de l'impossible exposition dans le nouveau Musée national afghan, toujours en suspens du fait de la difficile normalisation du pays.
| Dates                              | Lieux d'exposition depuis 2006                       | Sites des expositions ou observations                                                                             |
| ---------------------------------- | ---------------------------------------------------- | --- |
| 6 décembre 2006 - 30 avril 2007    | Musée Guimet                                         | Afghanistan, les trésors retrouvés sur le site du musée Guimet                                                    |
| mai - septembre 2007               | Musée municipal d'art antique de Turin               | |
| Fin 2007 - début 2008              | Nouvelle église d'Amsterdam                          | (en) Hidden Afghanistan sur le site du musée                                                                      |
| 25 mai 2008 - 7 septembre 2008     | National Gallery of Art                              | (en) Afghanistan: Hidden Treasures from the National Museum, Kabul sur le site de The National Gallery of Art     |
| 24 octobre 2008 - 25 janvier 2009  | Musée d'art asiatique de San Francisco               | |
| 22 février 2009 - 17 mai 2009      | Musée des beaux-arts de Houston                      | |
| 23 juin 2009 - 20 septembre 2009   | Metropolitan Museum of Art                           | (en) Afghanistan: Hidden Treasures from the National Museum, Kabul, sur le site de The Metropolitan Museum of Art |
| 23 octobre 2009 - 28 mars 2010     | Musée canadien de l'histoire                         | Afghanistan les trésors retrouvés sur le site du Musée canadien de l'histoire                                     |
| 11 juin 2010 - 2 janvier 2011      | Rheinisches Landesmuseum Bonn                        | |
| 3 mars 2011 - 3 juillet 2011       | British Museum                                       | prolongé au 17 juillet 2011. (en) Afghanistan, Crossroads of the ancient world sur le site du British Museum      |
| 10 mai 2012 - 2 septembre 2012     | Université norvégienne de sciences et de technologie | (en) Afghanistan: Hidden Treasures sur le site de l'université                                                    |
| 22 mars 2013 - 28 juillet 2013     | Musée de Melbourne                                   | (en) Afghanistan: Hidden Treasures sur le site du musée                                                           |
| 5 septembre 2013 - 27 janvier 2014 | Queensland Museum                                    | (en) Afghanistan: Hidden Treasures sur le site du musée                                                           |
| 7 mars 2014 - 15 juin 2014         | Galerie d'art de Nouvelle-Galles du Sud              | (en) Afghanistan: Hidden Treasures sur le site du musée                                                           |
| 26 juillet 2014 - 18 janvier 2015  | Western Australian Museum                            | (en) Afghanistan: Hidden Treasures sur le site du musée                                                           |

## Site archéologique

### Temple
Le site est daté de l'âge du fer. Les premiers sondages effectués par les archéologues révèlent le pavement de briques, les piliers et le mur d'enceinte. Le temple comporte un autel, destiné sans doute au culte pré-zoroastrien. La date de sa construction est estimée aux alentours de la fin du IIe millénaire av. J.-C., et il est utilisé durant 500 ans. Un village de l'âge de fer a également été dégagé par l'équipe des archéologues soviéto-afghans.
Le temple est complètement détruit par un incendie au IVe siècle av. J.-C., et y succède un village sur ses ruines mentionné par les troupes gréco-macédoniennes.

### Description générale de la nécropole

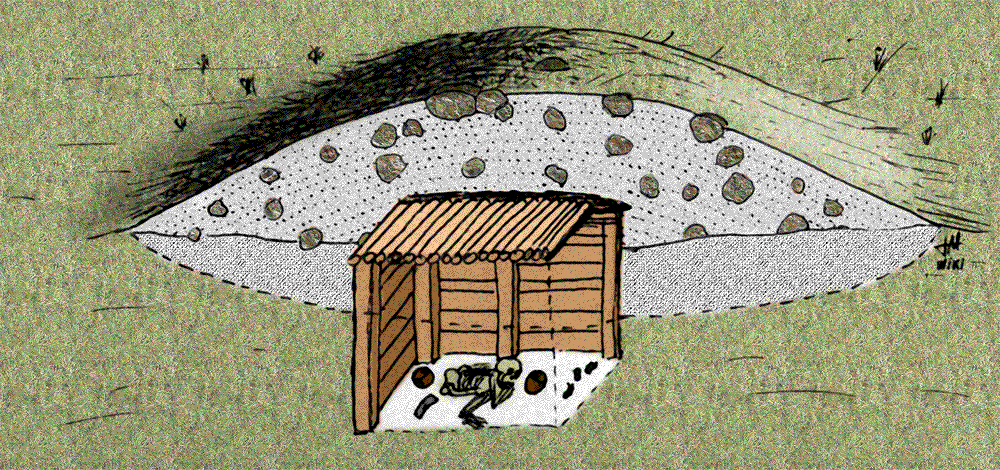
Coupe d'un kourgane des steppes. Les sépultures de Tillia tepe ont réutilisé un site ancien et la forme des sépultures était beaucoup plus modeste.

Les personnes inhumées sont cinq femmes et un homme, un guerrier d'une trentaine d'années : ce dernier ainsi que deux femmes (tombe VI et III) sont enterrés dans les anciens murs du temple, sur la partie haute du tertre, et ce sont leurs sépultures qui ont livré le plus de mobilier archéologique. Les autres sont localisées au pied de la butte et une sépulture est bien moins richement dotée que les autres, dénommée Cendrillon par Sarianidi.
Rien ne marque en élévation l'emplacement de chacune des tombes, qui sont modestes, « simple fosse couverte d’un plafond de bois et comblée de terre par-dessus, et, posé à même le sol ou légèrement surélevé, un cercueil sans couvercle qu’entourait un drap ». Selon le responsable de la fouille, cette modestie est liée à un souhait de discrétion pour éviter les pillages. Les inhumations auraient eu lieu la nuit selon Sarianidi. Schiltz considère pour sa part que le choix d’une butte est celui d’un groupe nomade en voie de sédentarisation ou en migration et n’appelle donc pas d’autre explication « l’essentiel étant, selon la coutume nomade, d’installer la sépulture dans un tertre », « il faut simplement voir là l’indice de nomades déstabilisés dans leurs circuits habituels, dépossédés de leurs lieux de sépultures ancestraux, et sans doute aussi privés de tributaires ou alliés nécessaires pour déplacer les tonnes de terre qu’exige l’édification d’un kourgane ».
Les fosses font une taille de deux mètres sur un mètre cinquante et sont creusées deux mètres sous terre. Des crampons de fer fixaient le cercueil à la terre, et le sommet était muni de rondins de bois. Les vêtements des défunts, qui ont presque totalement disparu étaient en coton ou en soie, les tombes des personnages les plus importants contenaient une couronne. Il y avait des couvertures sur lesquelles étaient cousus des disques d'or et d'argent. Une des tombes, celle de l'homme, contenait sur un bord une tête de cheval. « Les défunts étaient déposés étendus sur le dos, vêtus d'habits richement brodés et de perles et ornés de petites plaques d'or ». 21 618 objets d'or, d'argent et d'ivoire ont été dégagés lors des fouilles, (21 813 selon Dupaigne), dont sont conservés 20 587 éléments, les autres ayant été perdus car non mis à l'abri dans les lieux sécurisés. Chaque tombe comportait de 2 500 à 4 000 objets selon Dupaigne, et jusqu'à 5 000 selon Schiltz.

## Mobilier retrouvé dans les tombes
« Le nombre et la variété [des] objets sont tels que les spécialistes de différents pays ont dit de ce trésor qu'il était la découverte du siècle » selon Sarianidi, parmi ces objets on trouve de la « vaisselle précieuse, flacons en verre coloré, et surtout armes d'apparat et bijoux » :

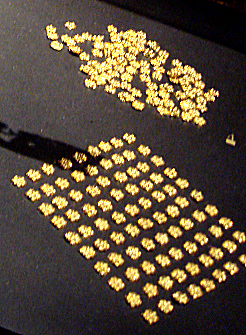
Bractées diverses.

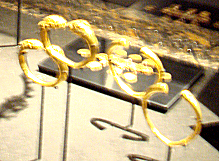
Bracelets à tête de lion, tombe VI.

- colliers de boules creuses avec perles et turquoises ;
- bracelets d'or massif ;
- bagues avec pierres précieuses et intailles, camées[3] ;
- boucles en or ;
- poignards et ceintures en or ;
- plaques d'or à motifs dionysiaques[3] ;
- miroirs en argent avec caractères chinois ou au manche en ivoire ;
- peigne indien en ivoire[3] ;
- pierres avec dieux grecs ou animaux fantastiques ;
- pendentifs divers ;
- peignes en ivoire d'origine indienne ;
- fermoirs d'or anthropomorphes[15] ;
- bagues ornées de représentations d'Athéna[3] ;
- statuette d'Aphrodite, qui porte au milieu du front une marque, « signe indien de caste ou de mariage »[48],[30] ;
- obole d'Héraios liée aux Yuezhi[42].

Les nombreuses plaques martelées en relief portent des motifs et étaient destinées à être cousues sur les vêtements. Les personnages portaient des couronnes, avaient des coupes en métal précieux, et les coiffes étaient parfois munies de pendentifs imposants. On trouve aussi colliers, bracelets, bagues avec intailles, poignards, ceintures, fermoirs, pierres gravées, miroirs en argent chinois avec idéogrammes datés de l'époque des Hans, intailles grecques avec motifs divins. Une des tombes a livré un miroir en bronze posé sur la poitrine du défunt. De nombreuses pierres dures étaient issues d'importation.

### Tombe 1
Première tombe découverte, la fosse mesure lors des fouilles 2,50 m sur 1,30 m pour une profondeur de 2 m, et abritait le corps d'une jeune femme âgée de 20 à 30 ans et mesurant 1,58 m.
La femme portait sur les épaules un manteau ou une cape, retenu par des agrafes rondes en or. L'ensemble des éléments de décors de vêtements cousus retrouvés lors de la fouille témoigne du « caractère raffiné et somptueux de la parure ». Les bractées d'or, turquoise, lapis-lazuli et ambre dessinaient sur les vêtements un motif complexe. La défunte avait également dans sa tombe un nécessaire d'instruments de toilette, une boîte à poudre, une corbeille à maquillage.

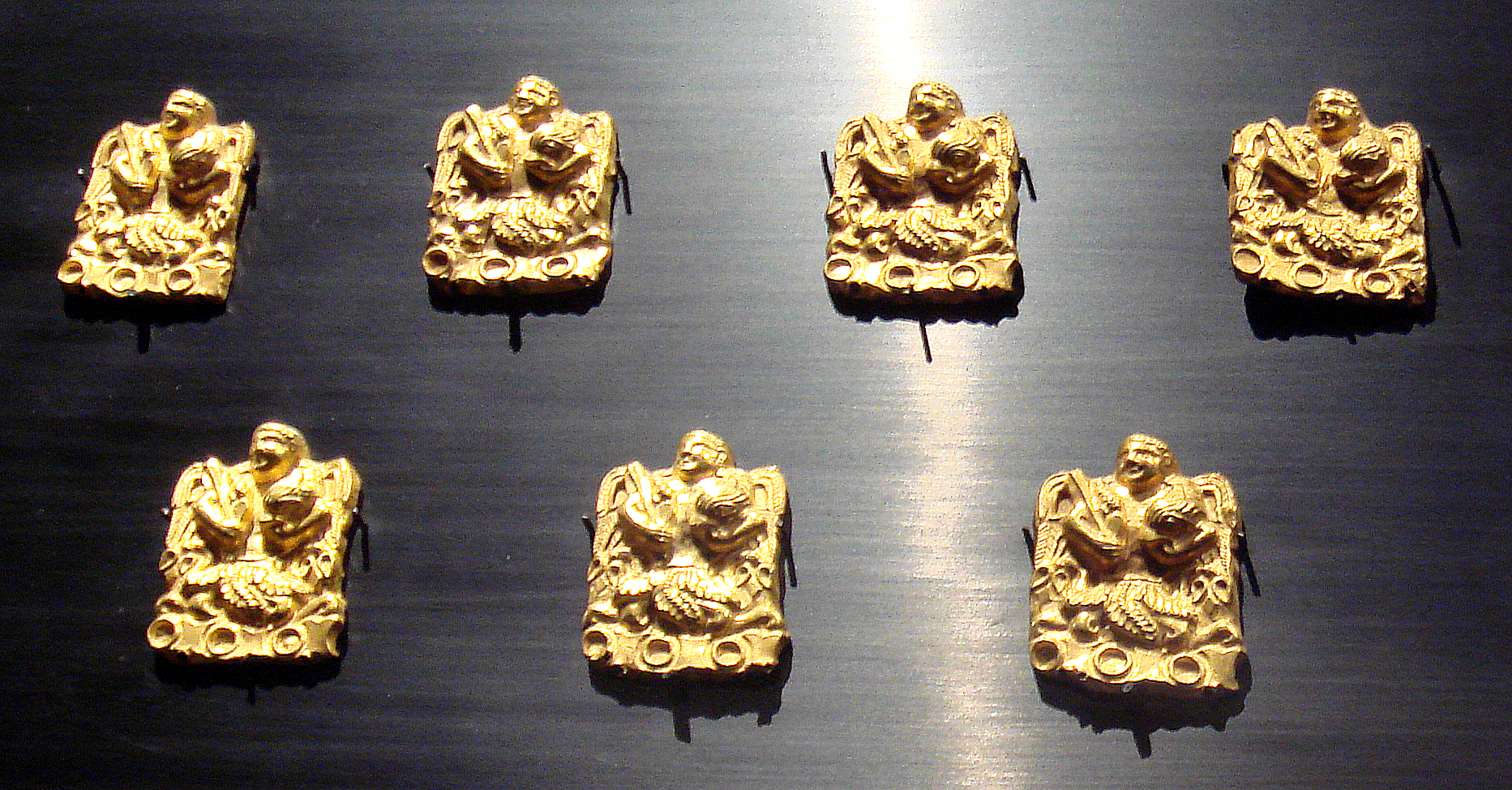
Appliques avec décor dit homme au dauphin, 4.1 cm × 2.9 cm.

Les fouilles ont livré sept appliques dites Homme au dauphin, éléments de coiffe selon Sarianidi ou ornements de vêtement. Les personnages sont des « créature[s] anguipède[s] » à tête humaine et yeux en amande, à queue de poisson et avec un poisson autour du cou ainsi qu'une rame à la main. Les personnages étaient sans doute aussi pourvus d'ailes. Les appliques ont été réalisées selon la technique de l'estampage, mais pas à partir d'une même matrice car certains détails varient sur les diverses plaques. Un personnage anguipède similaire a été retrouvé à Begram (un exemplaire est conservé au Musée Guimet). La représentation est une divinité aquatique, et les dauphins sont souvent représentés dans l'art grec, mais l'œuvre évoque davantage les poissons du fleuve Oxus, un silure ou une sorte d'esturgeon. La divinité est peut-être une représentation du fleuve Oxus mais le parallèle est plus vraisemblablement selon Schiltz la « jeune fille serpent (...), la fille du fleuve Borysthène (le Dniepr) et la mère de tous les Scythes » dont la forme est faite d'emprunts aux représentations grecques de « déesses aux rinceaux »,. La « créature qui procède de la terre et de l'eau » possède un « pouvoir régénérateur sur les forces de la Nature » et l'homme au dauphin « a à coup sûr partie liée avec la maîtrise des eaux fertilisantes ».

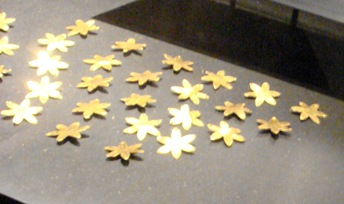
Rosettes à six pétales,.

La sépulture était ornée entre autres éléments d'or d'agrafes, d'un ornement de cheveux, d'une broche, de diverses sortes de bractées et de rosettes à six pétales qui pour leur part ornaient le haut de la robe, au niveau de la poitrine.
Un Ornement cylindrique en tambour d'or, turquoise, grenat et nacre a peut-être servi de boucle d'oreille, (un objet semblable retrouvé à Pazyryk a été interprété comme tel), ou d'ornement de coiffure, les mèches de cheveux pouvant passer par les trous présents dans l'objet. Cet usage n'était pas originel, car l'objet présente des traces d'adaptation à une nouvelle utilisation.
De plus les fouilles ont livré un miroir chinois datable du Ier siècle av. J.-C. et une monnaie d'époque parthe du Ier siècle av. J.-C., ou du premier quart du Ier siècle selon Schiltz, obole de Sanab Héraios que devait tenir la défunte dans la main.

### Tombe 2

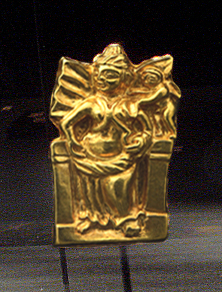
Applique avec Aphrodite et Éros, de la tombe II, dite Aphrodite kouchane, 4.5 cm × 2.5 cm.

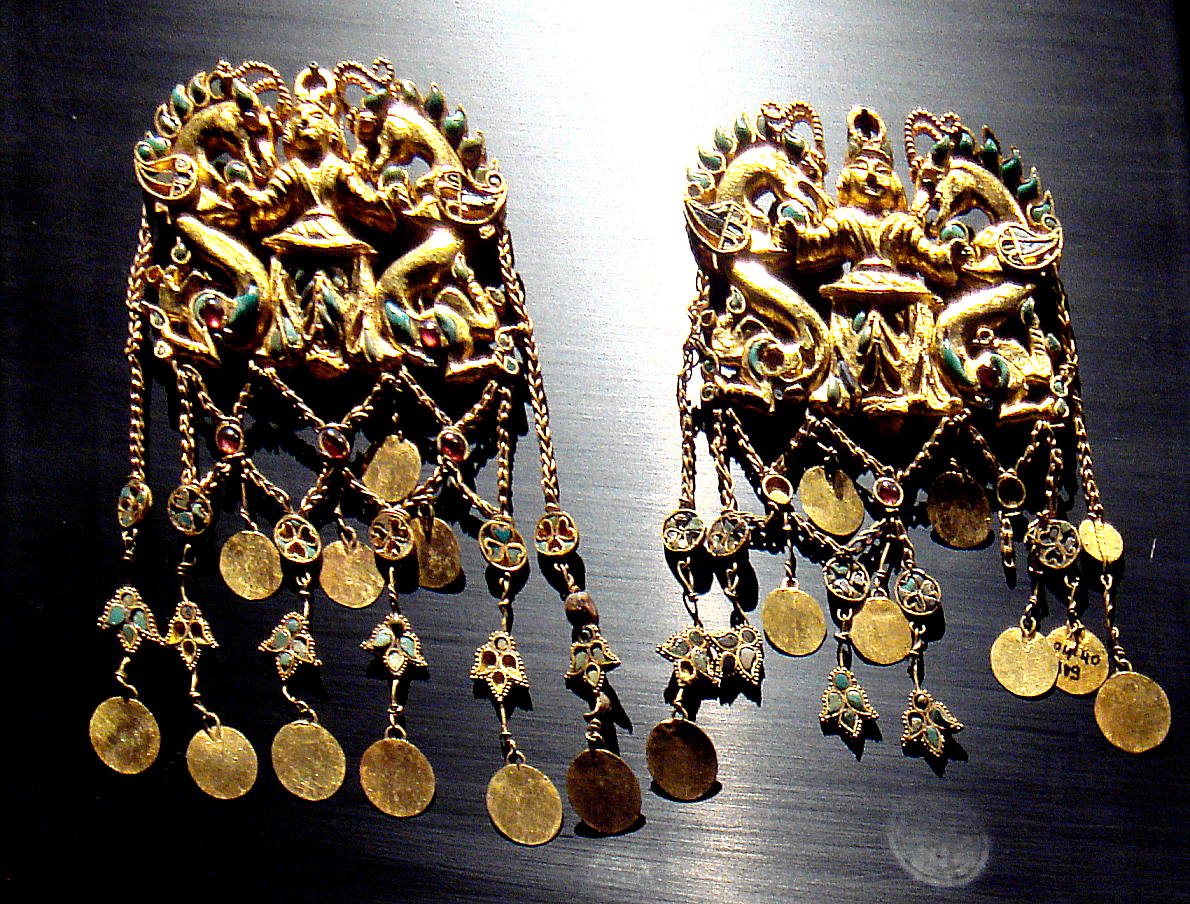
Pendentifs maître des dragons, or, turquoise, grenat, lapis-lazuli, cornaline, perle, 12.5 cm × 6.5 cm.

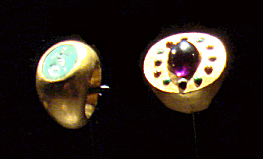
Bague avec intaille verte, 3.0 cm × 2.7 cm et bague ornée de diverses pierres (améthyste, turquoise, lapis-lazuli, ambre), 3.3 cm × 3.0 cm.

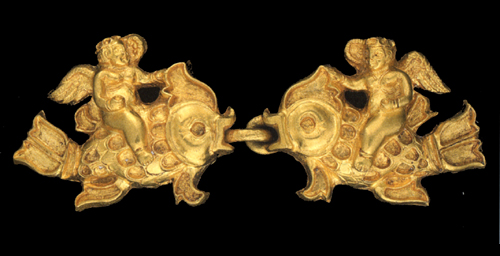
Paire d'agrafes, Amours chevauchant un dauphin, 4.5 cm × 3.0 cm.

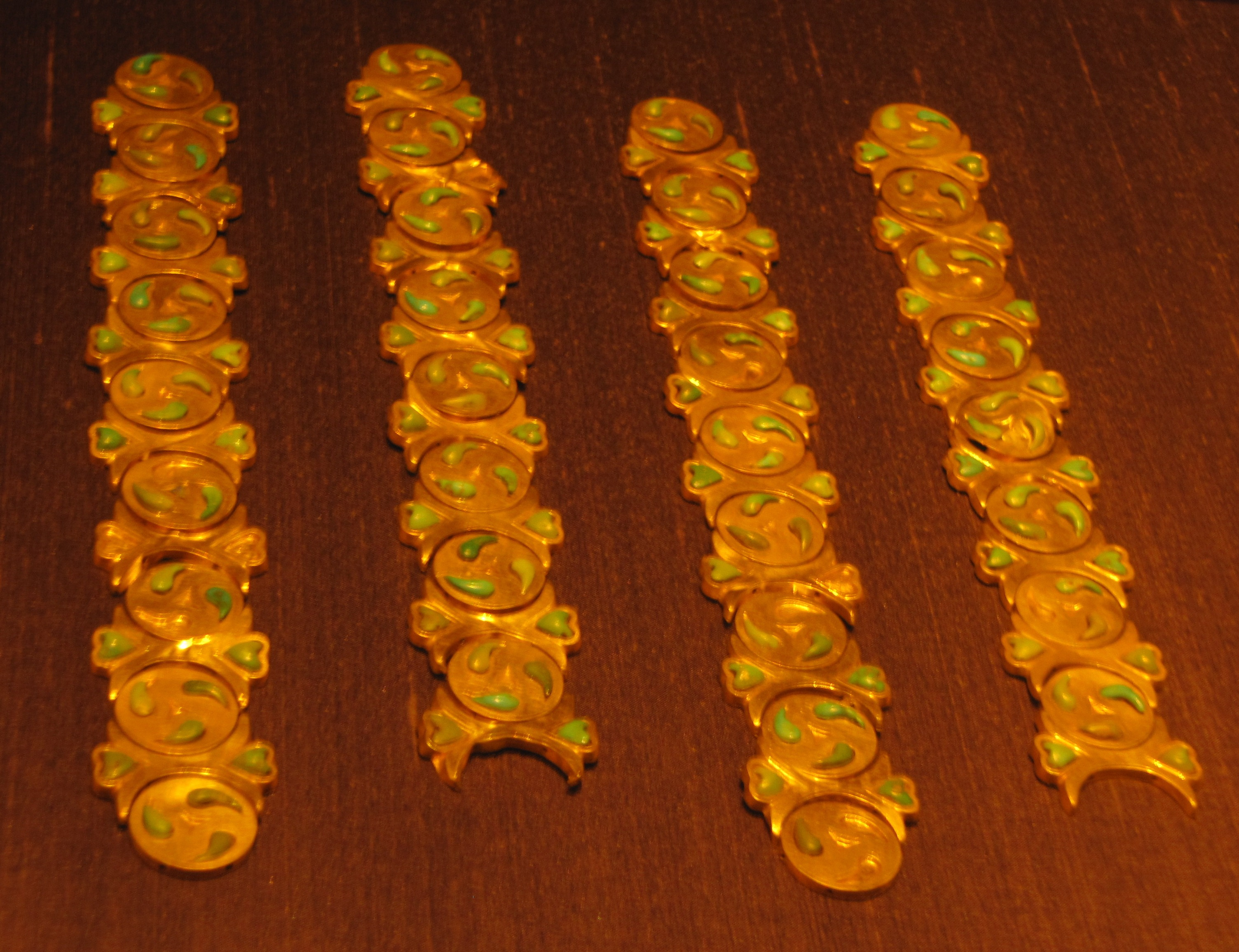
Parure de plaques, or et turquoise, 20.0 cm × 3.1 cm.

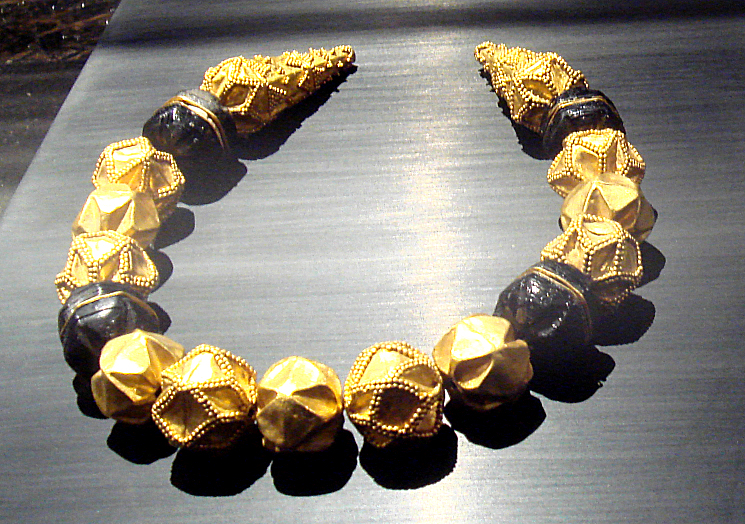
Collier, or, ivoire ; 1.8 cm à 2.4 cm de diamètre.

La seconde tombe découverte est localisée « au-delà de la muraille nord du temple », à 2 m de profondeur et mesure 3 m de long sur 1,60 m de large. Le cercueil portait lors de la découverte des restes d'enduit de plâtre et était enveloppé d'un drap. L'orientation du corps de la défunte, une jeune femme de 20 à 30 ans, correspond à celle observée chez les Alains présents dans la plaine du Don à partir du milieu du Ier siècle.
La jeune femme est revêtue lors de son inhumation d'un haut bonnet conique, « les hautes coiffures pointues sont quasiment la règle dans l'ensemble du monde nomade, de l'Altaï à l'Oural » : le bonnet scythe dont elle est coiffée est muni d'une Pendeloque avec déesse aux animaux,. Le personnage féminin, demi-nu, tient un fruit d'une main et est sans doute une divinité liée à la fertilité. Outre des oiseaux qui ornent les angles du bijou, d'autres animaux possèdent des têtes de loups et des queues de poisson. Le diadème comporte des « arbres de vie stylisés » avec les oiseaux, et ce motif a été reconnu sur le diadème du trésor de Novotcherkassk et également dans les nécropoles princières coréennes de Silla.
La sépulture a livré des bracelets à tête d'antilope de 8,5 cm sur 6,3 cm. L'animal est représenté de façon stylisée et en mouvement. Les bracelets, portant des traces d'usure, n'avaient donc pas qu'une finalité funéraire, et sont « typiques de l'art des nomades ». Des éléments similaires sont connus en particulier au sein des éléments exposés du trésor de l'Oxus.
Une des plus belles pièces découvertes sur le site, toutes sépultures confondues, est un pendentif de coiffe représentant un prince avec deux dragons, « figure scythe typique » : le prince porte une couronne et a une longue chevelure, il porte une marque au milieu du front. Il s'appuie sur deux dragons ailés à tête de cheval. Les personnages représentés portent des incrustations de turquoises, de lapis-lazuli et de cornaline. Le personnage, vêtu d'un caftan, possède un visage aux traits mongoloïdes avec une marque au milieu du front, peut-être d'influence indienne et une couronne similaire à celle retrouvée dans la tombe 3 de Pazyryk mais aussi présente dans les monarchies achéménide et sassanide. Les dragons, pattes en arrière, sont similaires aux représentations animalières des Scythes, « selon un schéma typique de l'art des steppes ». Le bijou a été baptisé Maître qui combat les dragons par le fouilleur et appartient à un « schéma iconographique traditionnel, très ancien en Orient dans ses variantes masculines comme féminines, du Maître ou de la Maîtresse des Animaux ». Les formes utilisées témoignent selon Schiltz d'« une façon de s'approprier l'espace et une connivence avec lui qui constituent la quintessence même de l'esprit nomade ». Le bijou avait un anneau de suspension et des chaînettes et des pendeloques, ainsi on peut dire qu'il était mobile.
La défunte portait des bagues dont une avec une représentation d'Athéna, sans doute un cachet. La déesse est représentée avec un casque gréco-bactrien, une lance et un bouclier. Une autre bague représentant la déesse était également présente, mais avec des incohérences dans les représentations des détails. Selon Sarianidi cela indique une création par des artisans locaux « qui avaient déjà oublié la forme canonique ».
Parmi les éléments de décor de vêtements, il faut faire une place de choix à une paire d'agrafes qui présentent des Éros assis sur un dauphin, « nus et potelés ». Les Amours sont couronnés, ailés, et les poissons ont la tête ronde et sont munis de nombreuses alvéoles. « L'orfèvre bactrien ne possédait qu'une connaissance imparfaite de son sujet » et les poissons figurés sont ceux présents dans le fleuve Oxus. Pour Schiltz, le poisson représenté est un silure.
Une statuette appelée Aphrodite kouchane orne la défunte au niveau de la poitrine. Un Amour pourvu d'un arc est situé à la droite de la déesse qui est pourvue d'ailes de papillon qui sont celles de Psyché et d'un turban. En outre, des lanières se croisent entre les seins de la déesse, fixations des ailes ou chaînes ornementales de poitrine connues dans le Gandhara et également à Rome. La déesse est figurée debout, alors que dans le même temps l'artiste a fait figurer des colonnes, montants d'un trône. Les déesses ailées étaient très populaires dans le panthéon local avant l'arrivée des troupes d'Alexandre le Grand, et la statuette est l'« exemple de l'union des traditions locales bactriennes et des traditions étrangères grecques ».
La fouille de la sépulture a permis de dégager de nombreux éléments jadis cousus aux vêtements : figurines de musiciens, amulettes, appliques, nombreux types de bractées. Certains éléments de parure étaient pourvus de motifs de succession de disques incrustés d'alvéoles. Ils étaient soit cousus soit portés en colliers. Les amulettes, « petits pendentifs en or ou en pierres serties », étaient supposées pourvues de pouvoirs, dont l'efficacité était liée aux formes, aux images représentées mais aussi aux pierres utilisées, « aux vertus réputées protectrices ». La sépulture a livré deux petites figures de musiciens, peut-être nus, et munis d'un luth ou d'un oud. Les musiciens avaient un grand rôle dans le monde nomade, comparable aux aèdes, particulièrement lors des cérémonies. Les fouilles de Pazyryk ont livré des représentations d'un instrument à cordes similaire à celui trouvé à Tillia tepe, outre des tambours.
Un miroir chinois et un tube en or, « sorte de sceptre », étaient également présents dans la sépulture et la défunte portait sur les jambes une corbeille contenant des appliques avec une hache de fer et des couteaux, et à ses pieds un récipient en argent.

### Tombe 3
La tombe est située non loin du sommet de la colline artificielle, et dans un mur de brique du temple. Le cercueil était entouré de cuir ou d'un drap orné de disques en or et le sol de la fosse avait contenu une natte. La tombe a été perturbée par des souris, rongeurs qui ont beaucoup déplacé les artefacts, et selon Schiltz « il y a fort à parier que c'est la présence d'ornements ainsi entraînés vers l'extérieur qui a valu au tertre son nom de Colline d'or ». Les éléments retrouvés dans la sépulture, bijoux et ornements de coiffe, laissent à penser que la tombe était occupée par une femme dont les vêtements étaient « à coup sûr très richement ornés », ainsi même les chaussures de la défunte étaient ornées d'une feuille d'or. Les semelles en or avaient un usage funéraire ou étaient un signe aristocratique, du fait que l'élite marchait sur des tapis. La sépulture à elle seule contenait environ 5 000 des objets en or dégagés sur le site.
Quatre médaillons sont ornés d'un buste de personnage avec au cou un torque et pourvus de pendeloques. Selon Schitz, il s'agirait d'une évocation de Dionysos jeune. On ne connaît pas l'emplacement précis des médaillons sur le costume de la défunte.
Un peigne, en ivoire, de type indien, a été retrouvé,. Les peignes appartiennent au mobilier funéraire nomade fréquemment trouvé au cours des fouilles archéologiques. À Tillia tepe, les chercheurs n'en ont retrouvé qu'un seul, l'origine est déduite de sa matière et de ses motifs ornementaux.
Un pendentif de chevelure est orné de deux protomés de chevaux, selon un motif très ancien en Orient ainsi que dans une société où la cavalerie est importante. Le même motif a été découvert sur une selle en cuir de Pazyryk, mais la découverte de Tillia tepe fait voir les chevaux de 3/4 à la manière grecque même si la composition est fort maladroite.
Une monnaie de Tibère, un aureus frappé en Gaule, est datée peut-être des années 16-21 et pas après 37,. La monnaie porte au revers une représentation de Livie, mère de Tibère et épouse d'Auguste, en déesse de la paix. Dans la même tombe a été trouvée une monnaie parthe de Mithridate II de 124-87 av. J.-C., qui devait être placée dans la main de la défunte,. La monnaie, peut-être frappée à Nisa, porte sur le droit un roi barbu avec un diadème, sur le revers un personnage en costume parthe avec un arc. La présence de ces deux types de monnaies « invite à être prudent et à ne pas sous-estimer la durée de circulation d'une monnaie ». Les monnaies de Tibère sont connues en Inde centrale et du sud et une pareille monnaie peut toutefois dater l'inhumation. La découverte de Tillia tepe est la première de ce type en Asie centrale.

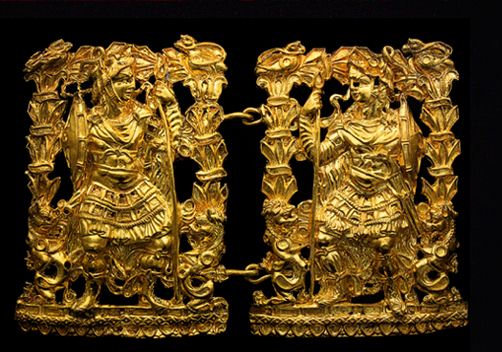
Paire d'agrafes à décor de guerriers, 9.0 cm × 6.3 cm,.

Les archéologues ont retrouvé plusieurs paires d'agrafes destinées à fermer un vêtement épais. Parmi celles-ci, une à décor de guerriers, daté de 170-145 av. J.-C.. Les agrafes sont à peu de chose près symétriques. On y voit un guerrier avec un bouclier, une épée au côté gauche et une lance dans un décor avec des végétaux et des animaux. Ces éléments (d'armement mais aussi de parure propre au milieu militaire et monarchique) sont grecs ou gréco-bactriens comme ceux présents sur les monnaies des rois de Bactriane, tel Eucratide. L'attache de l'épée est caractéristique du monde nomade. De même, le décor du cadre relève d'« une esthétique animalière parfaitement étrangère à l'art grec, celle de l'art des steppes ». Une autre paire d'agrafes figure un Amour chevauchant un dauphin, représenté dépourvu d'ailes et dans une attitude conquérante. Il tient à la main un objet figuré au moyen d'une pierre mais perdue. Le poisson semble comme dans les représentations retrouvées dans la tombe no 2 être un silure.
Un miroir chinois en argent était situé sur la poitrine de la défunte et un autre miroir à manche d'ivoire était également présent dans la sépulture.
La tombe a livré aussi des récipients et des fragments de nécessaires de toilette en faïence, argent et ivoire, parmi lesquels un pot à fard, et une boîte cylindrique à couvercle pourvue d'une inscription grecque portant le poids de l'objet dont un parallèle a été trouvé dans une sépulture sarmate sur la Volga.
Bien d'autres bijoux figurent dans les découvertes, dont une paire de bracelets et des épingles à cheveux. Une bague à intaille figure une scène de sacrifice avec un homme tenant un rameau face à un autel, un thyrse et un pilier orné d'une guirlande. Une intaille est ornée d'un bœuf à bosse en jade. Il y avait aussi un collier et un bijou ovale avec une représentation d'Athéna debout et casquée, qui pouvait être cousu et était peut-être un élément d'une bague-cachet.
Hormis les bijoux ont été découvertes dans la sépulture des dents de requin fossiles montées en pendentif, considérées selon la tradition nomade comme des « langues de serpent pétrifiées » ayant un grand pouvoir magique.

### Tombe 4

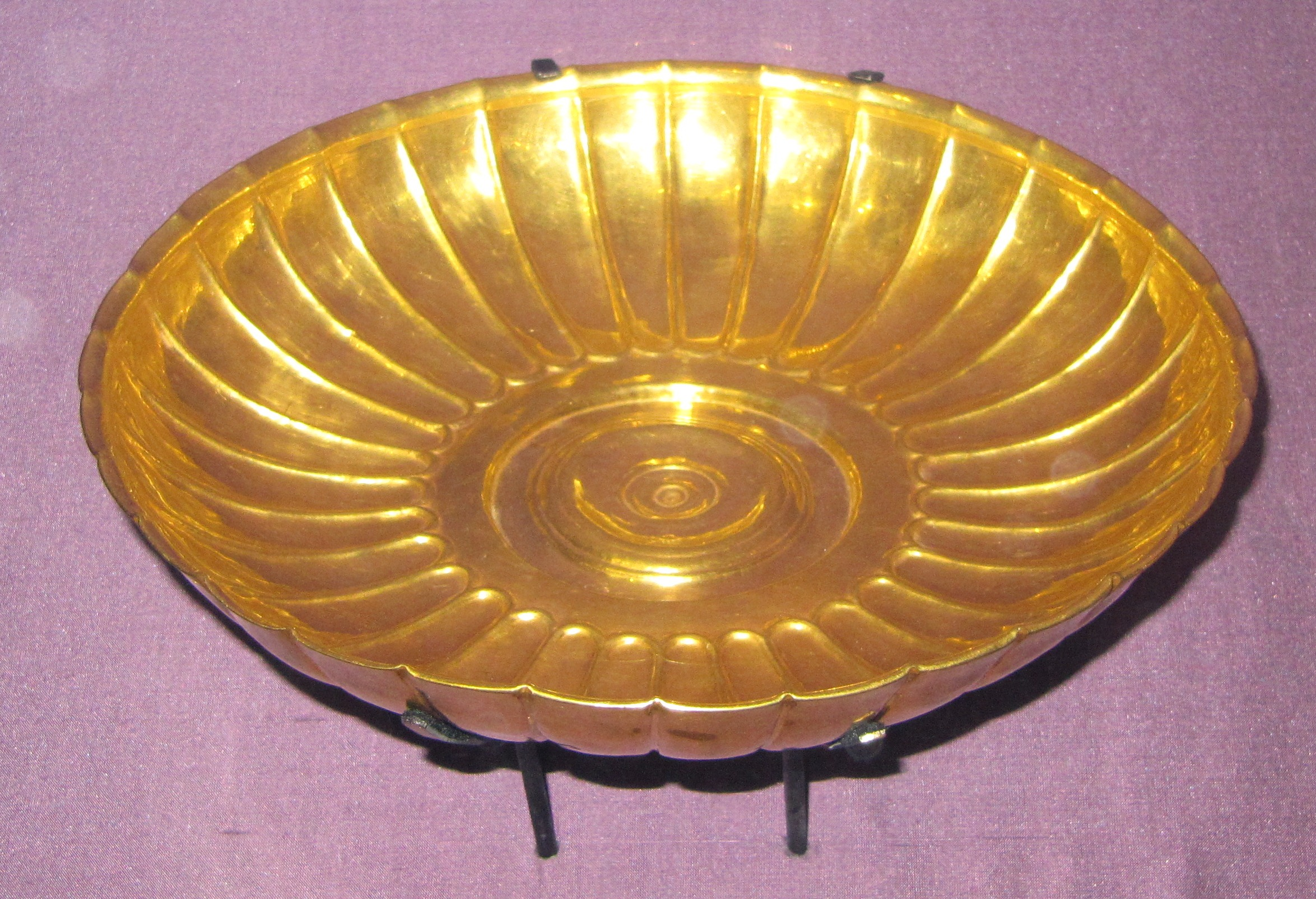
Phiale, 23 cm de diamètre, 4 cm de hauteur.

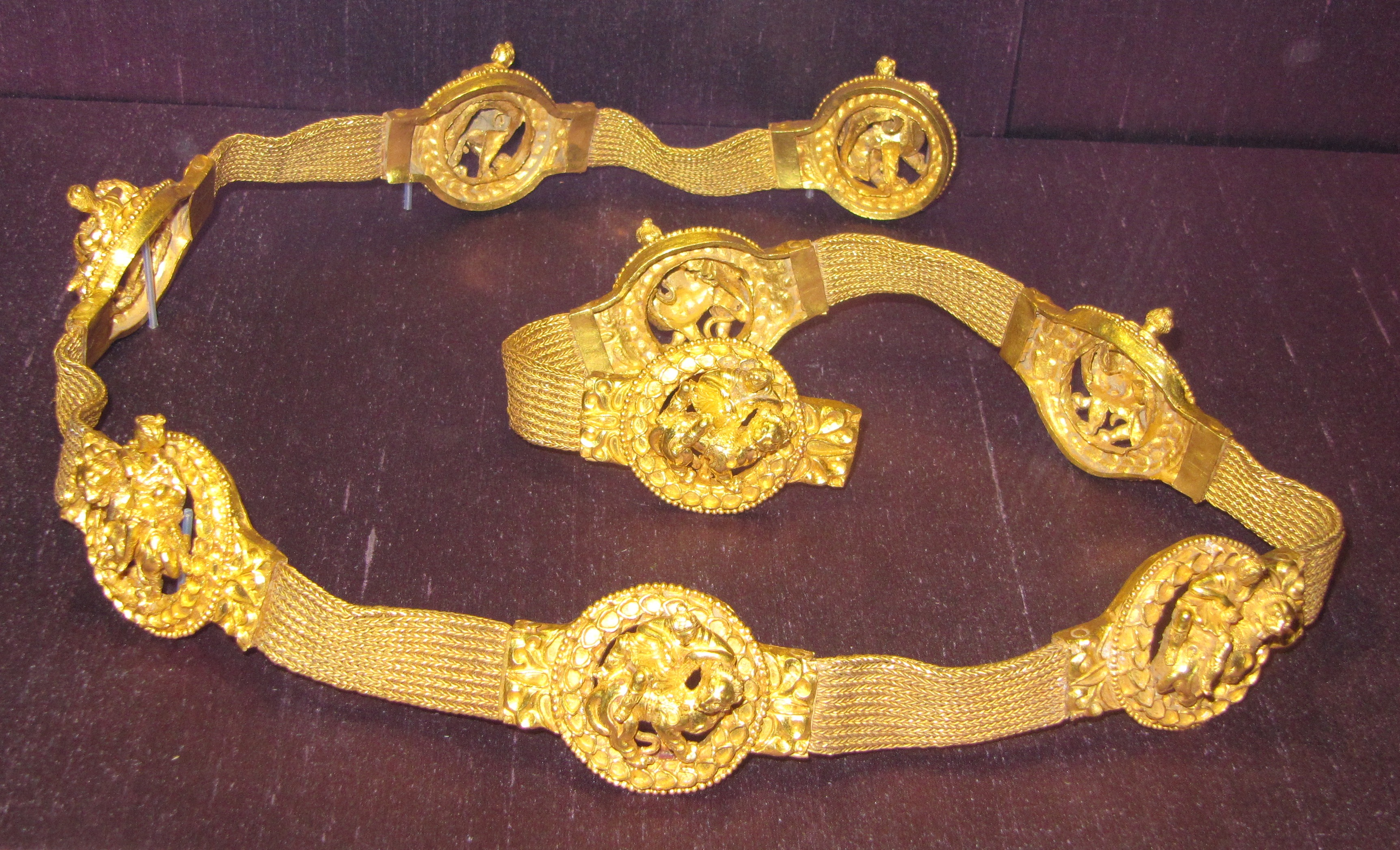
Ceinture, 97.5 cm × 2.0 cm.

La sépulture du seul homme retrouvé est placée dans l'épaisseur des vestiges du mur du temple. La fosse mesurée lors des fouilles fait une longueur de 2,70 m sur 1,30 m pour une profondeur de 1,80 m. À 0,40 m de profondeur les fouilleurs ont trouvé un crâne et des os de jambes d'un cheval, vestiges d'un banquet funéraire ou d'un sacrifice. Le cercueil était tapissé de cuir peint de motifs et orné de bractées d'or.
Le défunt, âgé d'une trentaine d'années, mesurait 1,70 m à 1,85 m, et « près de 2 m » selon Schiltz, une grande taille pour l'époque.
Le costume a été étudié par le fouilleur qui considère que l'homme était vêtu d'une chemise et d'un caftan sur un pantalon, cependant les dernières études y voient une veste longue. Le vêtement était richement orné d'appliques et bractées, tout comme les chaussures. Le costume était typique de ceux des cavaliers des steppes.
La tête était posée sur un oreiller en soie et une phiale en or avec 32 cannelures. Une inscription figure son poids, 41 statères tétradrachmes, l'unité du statère valant 15,56 gr. Hérodote évoque la phiale comme « signe ou un symbole du pouvoir royal scythe ». Les femmes des sépultures III et VI disposaient aussi de vases en métal sous leur tête.
La sépulture a livré des boucles de chaussure ornées d'un homme sur un char tiré par des dragons. Le char est pourvu d'un baldaquin, ou dais, forme connue à Persépolis ou Aï Khanoum mais aussi dans la Chine des Han et chez les nomades Xiongnu. La tombe a livré un siège de cuir sur un montant métallique, tel un « trône mobile ».
La fouille a permis de mettre au jour en outre une représentation de bouquetin, élément de « coiffure de parade ». L'ornement de coiffure est en forme d'arbre de vie,. Un mouflon debout figurait sur la chevelure. Le mouflon est présenté avec un grand réalisme, et d'« un raffinement supérieur à celui de l'art des steppes »,. Les sabots sont pourvus d'anneaux pour en faire l'« élément terminal d'une haute coiffure ». Derrière la tête de l'animal un système d'attache permet d'envisager un élément de parure en matières plus fragiles, bois ou en cuir. Des statuettes de bois ont été retrouvées dans des tombes scythes gelées de l'Altaï et au Kazakhstan. L'homme d'Issik en particulier était muni d'une image de mouflon en or sur sa coiffure, de même la Collection sibérienne de l'Ermitage conserve des statuettes qui ont pu avoir une fonction similaire, mais dont on ignore la provenance exacte.

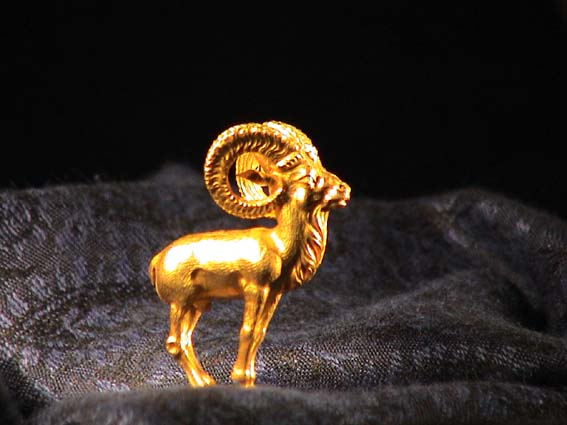
Statuette de mouflon, tombe IV, 5.2 cm × 4.0 cm.

La sépulture a livré une ceinture de parade, « un des attributs du pouvoir royal », avec 8 chaînettes d'or et 9 médaillons en relief qui représentent un personnage assis sur une panthère, peut-être Dionysos. Chaque élément a été fait séparément puis intégré à la ceinture qui se fermait par deux agrafes. Les médaillons, s'ils portent la même scène, sont divers dans les détails, la panthère, la selle, le personnage sont représentés avec des différences sensibles. Le personnage semble presser son sein pour en sortir du lait, « geste éminemment féminin » et témoignage de « confusion, collusion ou bricolage entre plusieurs images », Dionysos, la déesse Nana, voire Artémis ou une déesse de la fécondité.
La sépulture a livré des plaques avec panthère et des plaques en écusson dont une qui porte des fauves ailés en position verticale mordant un cheval. Si le thème est assurément scythe, le traitement réaliste et certains détails (pelage, crinière) rappellent l'art gréco-scythe. Une autre plaque du même type montre une panthère ailée sur le dos d'une antilope effondrée. La scène est typique de l'art des steppes.
Des éléments d'un baudrier ou destinés à fixer des armes ont été dégagés, sans doute des ornements de courroie, avec pour certains des motifs animaliers fantastiques : une créature enroulée sur elle-même se mord la queue, des créatures à tête de rapace,. La courroie était en cuir et les vestiges montrent des traces d'usure.
Les armes sont toutes de type nomade et « proclament à l'évidence son statut de chef » : deux arcs, deux carquois pourvus de pointes de flèches en fer, une épée sarmate et longue. Les armes enterrées avec le défunt étaient riches : poignards, dagues, fourreaux en or aux incrustations de turquoises, ceinture en or tressé. Elles sont destinées à la parade et à être vues, et l'homme est muni des « insignes symboliques du pouvoir ».

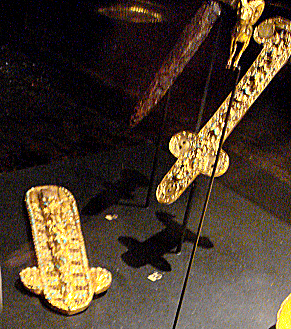
Fourreaux en or incrusté de turquoises, l'un orné d'une scène de combats d'animaux, 23,5 cm × 9 cm[Inv 44] et l'autre ayant contenu trois poignards, 26 cm[Inv 45].
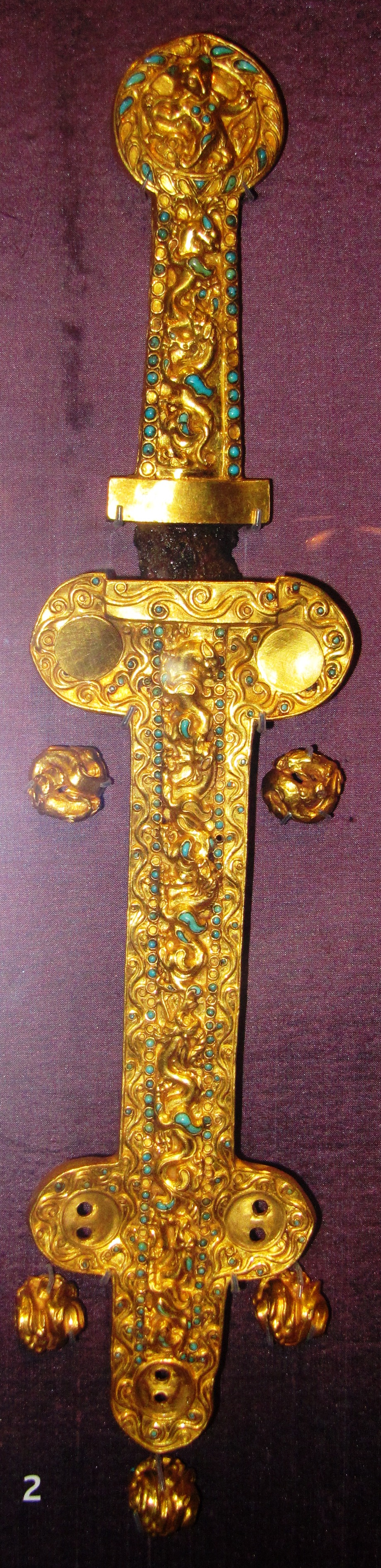
Poignard, fer or et turquoise, 37,5 cm[Inv 46] et fourreau aux animaux, bois, cuir, or et turquoise, 23,5 cm × 9 cm[Inv 44].
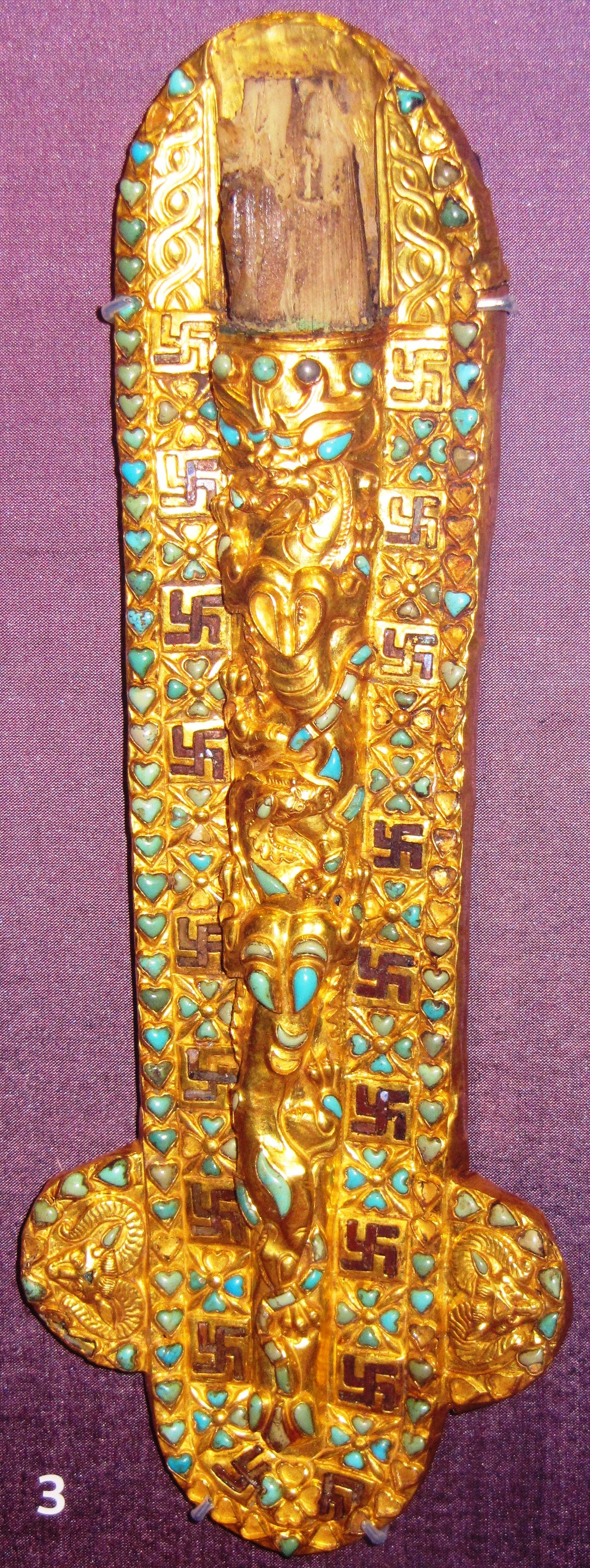
Fourreau aux trois couteaux, bronze, or et turquoise, 26 cm. Poignard au manche d'ivoire à l'intérieur[Inv 45].

L'un des éléments mis au jour est un revêtement de fourreau à forme quadrilobée, destinée à fixer l'arme à la ceinture et à la cuisse et connue à partir du IIIe siècle av. J.-C. en Asie mais absent de l'art kouchan. Le poignard est pourvu d'une lame de fer et le fourreau, en bois revêtu de cuir et pourvu d'un placage en or, est orné d'une « file de créatures monstrueuses, bêtes ailées et cornues (...), queues fouettant l'air, griffes puissantes et gueules en train de mordre ». Au milieu d'incrustations rondes, l'arme présente un riche décor animalier d'animaux fantastiques : des fauves ailés s'affrontent, et « tout contribue à créer une impression d'agressivité et d'invincible dynamisme ». Ce décor prend place dans le contexte des Iraniens des steppes du « cycle de la vie et de la mort ». Un ours debout tenant dans sa gueule un pampre orne le pommeau de l'arme. Le revers porte un arbre de vie. Dans le contexte de Tillia tepe, l'objet est une « arme d'apparat » et un « signe extérieur d'appartenance héréditaire à l'aristocratie nomade ». Un fourreau de même forme est représenté à Nemrud Dagh, dans l'empire parthe, à Palmyre, en Susiane et en Élymaïde. Des fourreaux de même forme ont été découverts dans l'Altaï en particulier, dans des sépultures nomades mais non yuehzies, l'usage chez les Parthes étant lié selon Bernard à soit les origines nomades de ce peuple, soit les contacts avec les nomades des confins orientaux de leur empire.
Un second revêtement de fourreau porte deux dragons et possède un étui à dagues multiples. Le fourreau possède deux lobes sur les côtés ; au milieu prend place un poignard, et sur l'arrière un autre fourreau contient deux poignards plus petits. Deux animaux fantastiques se battent, l'un est un dragon ailé et l'autre a une ramure de cerf. Le rebord s'orne de cœurs et d'un motif géométrique avec la présence du motif indien de la svastika. Si le dragon appartient à la tradition chinoise, des détails sont achéménides ou grecs. « L'objet est sans doute l'un de ceux qui reflètent de la façon la plus éclatante la diversité des composantes en jeu dans l'art de Tillia tepe ».
Il y a également dans la panoplie du défunt un poignard à scène de combats d'animaux. L'arme est un akinakès, arme courte connue déjà chez les Sakas figurée en particulier sur l'Apadana de Persépolis et disposant d'une lame de fer. Le manche est pourvu d'un motif d'acanthe à nervure incisée présent sur les chapiteaux d'Aï Khanoum.

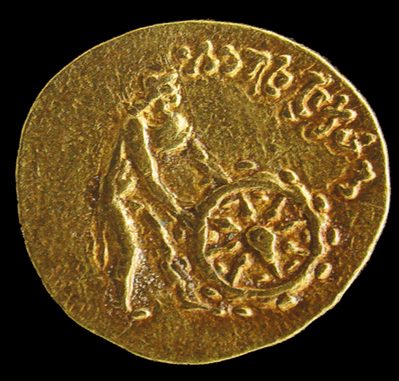
Monnaie indienne, or, 1.6 cm de diamètre.

La monnaie d'or « avec l'homme à la roue et le lion rugissant », est considérée comme une médaille indienne. Un homme sur le droit est en train de pousser une roue à huit rayons, avec une inscription en kharosthi signifiant « celui qui met en mouvement la roue de la Loi ». Le revers porte un lion avec la patte soulevée, un symbole bouddhique (nandipada) et une inscription disant « Le Lion qui a chassé la peur ». Selon Schiltz « il semble qu'on ait là la plus ancienne représentation du Bouddha selon une modalité qui n'est pas encore celle de l'iconographie bouddhique traditionnelle ».
L'homme portait un pectoral avec un décor de guerrier, daté 170-145 av. J.-C. Un camée est incrusté, figurant un homme avec un « profil au nez droit, grec, aux lèvres molles, capricieuses ». Selon Sarianidi, il pourrait s'agir du portrait du roi Euthydème Ier, porté par le roi lui-même et « le camée a été fait par un artisan gréco-bactrien et (...) a été le trophée d'un des chefs nomades qui ont dévasté le royaume gréco-bactrien ». Il a été par la suite intégré au pectoral fait à part. Selon Bernard, le camée « n'est pas une relique de la période grecque (...) réutilisée en pendentif sur le collier », il s'agit d'un camée fabriqué selon la technique gréco-bactrienne, malgré « la médiocrité de la facture ». Le collier est d'une forme connue chez les souverains indo-parthes d'Arachosie et du Penjab de la première moitié du Ier siècle, dont Gondopharès. Le camée et le collier sont « un emblème du pouvoir », le souverain se présente comme un « continuateur de la dynastie éteinte ».
Une intaille figure les Héraclides tirant au sort les royaumes dans une cruche ou une amphore. Trois guerriers entourent un aigle juché sur une colonne, et à proximité d'un autel à Zeus. La représentation est peut-être liée au rappel du mode d'accès au pouvoir par le dynaste enterré là. « Tout désigne le cavalier devenu chevalier, le dynaste soucieux de confirmer son empire en usant des signes de la royauté sédentaire sans rien renier d'une filiation nomade dont il devait s'enorgueillir ».

### Tombe 5
La tombe no 5, située au nord de la colline, était creusée dans le mur d'enceinte achéménide. La fosse mesure lors de sa découverte environ 2 m sur 0,80 m et 1,65 m de profondeur. Le cercueil en est monoxyle, creusé dans un tronc massif, « comme c'est (...) la règle dans l'Altaï ». Un drap recouvert d'ornements l'entourait. La défunte était une adolescente ou une jeune femme d'environ 20 ans.
Les vêtements de la défunte n'étaient pas ornés de bractées ou d'appliques mais uniquement de petites perles, et le mobilier découvert est très modeste, cette tombe est « la moins riche de celles qui ont été fouillées ».
L'intaille en calcédoine est décorée d'un griffon bondissant similaire aux représentations de cette créature tant dans l'art gréco-scythe que l'art macédonien, « animal fantastique [qui] évoque le monde grec et le monde iranien, mais également l'Altaï où selon Hérodote il garde les mines d'or »,. Selon Schitz l'objet, daté du IVe siècle av. J.-C., est bien plus vieux que la date des sépultures, c'est peut-être une intaille gréco-bactrienne voire gréco-perse et réutilisée, même abîmée, comme ornement de collier. Pour sa part, l'intaille en argent et malachite porte l'image d'une Victoire qui brandit une couronne de la main gauche et dont la main droite porte une palme.
Le bracelet à extrémités coulissantes constitue le « montage sur un bracelet d'objets de récupération » divers et en lien avec la magie. La défunte est accompagnée également de boucles d'oreilles en cœur et d'anneaux de chevilles.
L'élément le plus riche de la tombe était un collier polychrome, de couleur vive, composé de deux types de pendentifs et destiné à être cousu sur le bord de la robe.
La tombe a également livré une pendeloque en forme de lion, des amulettes, et d'autres éléments : un miroir en argent, un étui, une corbeille, un récipient en argent, un tube qu'il faut sans doute considérer comme ayant eu la fonction de sceptre.

### Tombe 6

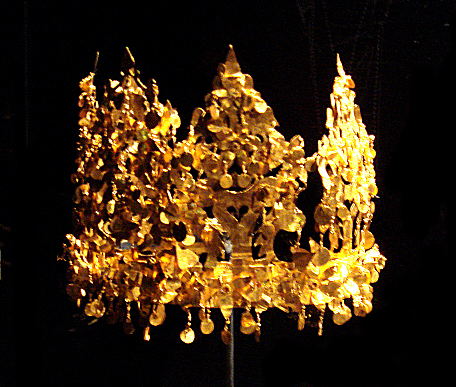
Couronne, or et turquoise, 45.0 cm × 13.0 cm.

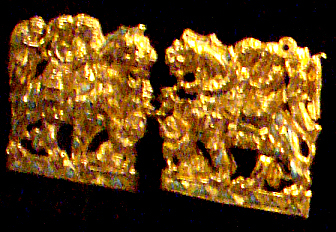
Agrafes Dionysos et Ariane, or, turquoise, 6.50 cm × 7.0 cm.

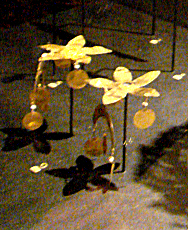
Ornements de cheveux, or et argent.

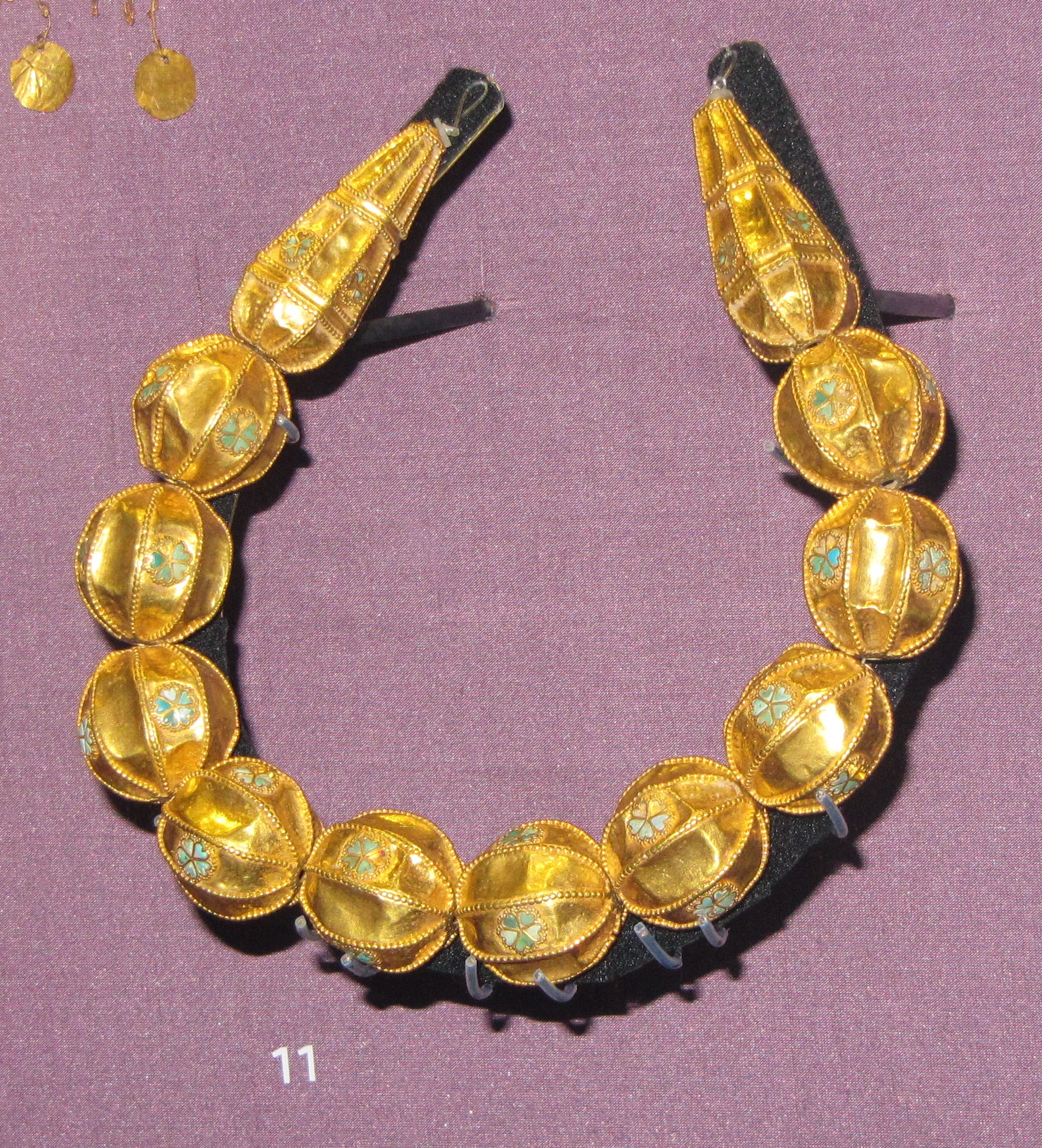
Collier, or et turquoise, 2.80 cm et 2.50 cm de diamètre.

La tombe no 6 est située dans le couloir du temple et la fosse est irrégulière, de 3 m sur 2,50 m ; à son sommet sa taille passe à 2,50 m sur 1,2 m. Une natte était placée au-dessus d'un cercueil de planches en bois sans couvercle et entouré de draps pourvus d'ornements d'or.
L'occupante, une jeune femme d'environ 20 ans et de 1,52 m, a eu le crâne volontairement déformé selon les études anthropologiques effectuées sur les ossements, pratique qui a également été retrouvée lors des fouilles archéologiques du site de Koktepe. Elle était vêtue d'une robe ou d'une tunique sur des pantalons, le vêtement étant richement orné de bractées et appliques, de même que ses chaussures.
Une couronne en or à décor d'oiseaux, a été découverte dans la tombe. Cette « somptueuse coiffe nomade » est démontable et pourvue d'un décor d'arbres et d'oiseaux qui déploient leurs ailes. Les arbres figurent des arbres de vie. Le type de couronne est spécifiquement nomade et n'est connu ni dans le monde grec, ni chez les Parthes et ni chez les Kouchans. En revanche, des exemples similaires ont été retrouvés dans les fouilles de Silla en Corée et au IVe siècle av. J.-C. dans l'actuel Kazakhstan.
Dans la sépulture, les archéologues ont retrouvé une monnaie d'époque parthe en or dans la main de la défunte et une monnaie en argent dans la bouche, destinée au passage du Styx selon Sarianidi. Sur le droit la monnaie en or présente un roi coiffé d'une tiare et au revers un personnage tenant un arc. Cette monnaie tenue dans la main est une imitation locale, d'un atelier de Margiane, des monnaies arsacides en particulier de Gotarzès Ier. Elle est différente des monnaies de cette époque habituellement en bronze et en argent. Cela signale le caractère de prestige de la frappe de monnaie pour les roitelets locaux. Elle est aussi un témoignage de l'appartenance de l'Ouest de l'Afghanistan à l'empire parthe au début de l'ère commune.
Les plaques-fermoirs avec Dionysos et Ariane chevauchant un animal avaient comme fonction de fermer le vêtement. Elles comportent un silène aux côtés des divinités, une Niké tient une couronne au-dessus du couple divin. L'animal que chevauche le dieu est une créature indéterminée, Ariane est placée en amazone. Dionysos possède des traits asiatiques et porte une couronne, tout comme sa compagne. Il tend une coupe au silène qui tient un rhyton et qui est le « compagnon inévitable de toutes les scènes dionysiaques ». « Incontestablement d'inspiration grecque », cette iconographie démontre « l'immense succès en Asie centrale -et plus loin vers l'est- de l'imagerie dionysiaque ». La complicité du couple témoigne de l'importance du rôle de la femme dans la société nomade, « peut-être ce couple chevauchant enlacé signifiait-il à la défunte sa propre dignité d'épouse princière, et, dans la mort, sa propre apothéose ». Le tapis de selle représenté est proprement nomade, et l'animal, créature dans laquelle on trouve du lion, du bouc, du dragon, est un « bel exemple [des] monstres composites chers à l'art des steppes ». Les agrafes rappellent « les magnifiques exemples grecs de l'art de la bijouterie ».
L'applique dite Aphrodite de Bactriane ornait le centre du vêtement de la défunte. Elle représente une femme « sensuelle et pulpeuse » munie d'ailes et torse nu, qui tient sa hanche de la main droite tandis que la main gauche retient le vêtement. Elle a les jambes courtes et un ventre saillant. Le genou gauche plié produit un effet de drapé mouillé sur les jambes. Les ornements, dont les nombreux bracelets qui ornent les bras de la divinité et des éléments physiques, comme le point central du front, le visage rond, l'attitude, éloignent des canons hellénistiques et interrogent sur l'identité de la divinité représentée. Selon Sarianidi, ce sont les canons nomades de la beauté qui ont été représentés.
La paire de pendentifs au motif Maîtresse des animaux sont des plaques en or et turquoise dont le cadre comporte aux angles supérieurs un oiseau, sans doute un rapace, et une tête de poisson aux angles inférieurs. Dans toute l'œuvre « l'animal (...) traduit l'ordonnancement du monde ». La femme, presque nue, est peut-être pourvue d'ailes. Schiltz la voit comme la parèdre au Maître aux dragons. Deux animaux sont présents à ses côtés, tête en bas, loup ou chien mais pourvus d'une nageoire, et également à la queue à l'apparence végétale. La déesse pose la main droite sur la panse d'un animal et de l'autre elle tient un fruit, pomme ou grenade, « dans un geste d'offrande ». L'identification précise de la divinité est complexe, cependant la présence de végétal et d'animal évoque une divinité en relation avec « la notion de fécondité, de fertilité et de renouveau qui fonde la vision du monde de l'ensemble des peuples iraniens, et tout particulièrement des nomades ».
Divers bijoux paraient la défunte : des boucles d'oreilles ornées d'un Amour qui portent des traces d'usure, une bague avec intaille, une paire de bracelets à tête de lion cornu (il existe des bracelets similaires dans la Collection sibérienne et à Taxila), divers éléments de parure, des ornements de chevelure, un collier avec perles et motifs en rosette incrustés de turquoise.
La femme, dite princesse au miroir chinois, avait un miroir en argent sur la poitrine, et un autre à manche en ivoire. La tombe a livré également divers éléments formant un nécessaire de toilette et de maquillage et un sceptre. Sarianidi y voit une personne d'un « statut social éminent », peut-être une princesse scythe.

## Interprétation

### Identification des occupants
L'identification des personnes inhumées est « le problème historique majeur que pose la nécropole », et la question n'est pas encore tranchée définitivement, aucune des diverses hypothèses proposées n'emportant l'adhésion des spécialistes de la question.
L'anthropologie ne peut guère aider car les squelettes étaient en mauvais état de conservation, même si les tombes étaient restées inviolées. Cinq femmes entourent un homme : vu la richesse de la sépulture de ce dernier, on considère qu'il s'agissait d'un prince, âgé d'une trentaine d'années, et accompagné d'une princesse et de ses suivantes. Les défunts auraient appartenu à une famille princière.
Les femmes ont été enterrées sans doute en même temps que l'homme, « pour l'accompagner dans l'au-delà », même si l'on ne peut établir la chronologie des ensevelissements. Certains éléments plaident en faveur d'un ensevelissement synchrone : les tombes sont constituées de façon semblable, le mobilier est similaire. Hérodote évoque longuement dans le livre IV de L'Enquête la civilisation scythe, et en particulier les rites funéraires aux paragraphes IV, 71 et IV, 72. Il indique que les princes scythes étaient accompagnés au moment du décès en guise d'hommage, « il est donc fort possible, et même assez vraisemblable, que nous ayons affaire là à un prince se faisant accompagner dans la mort par les femmes de sa suite »,.
Les vêtements sont restitués à partir des éléments d'ornements retrouvés. L'homme était vêtu d'un caftan et d'une jupe relevée en son milieu selon Chuvin, d'une veste, d'un caftan et d'un pantalon selon Schiltz. Selon Bernard l'homme avait les jambes entourées d'un vêtement qui imite « la robe perse qui constituait la tenue cérémonielle des souverains achéménides », vêtement présent également sur le pendentif du Maître des animaux. Les femmes avaient des vêtements différents du fait de leur statut social différent, mais elles étaient toutes vêtues d'une robe sur un pantalon, type de vêtement répandu encore de nos jours. Les cinq femmes étaient vêtues de « longs vêtements partiellement conservés ».

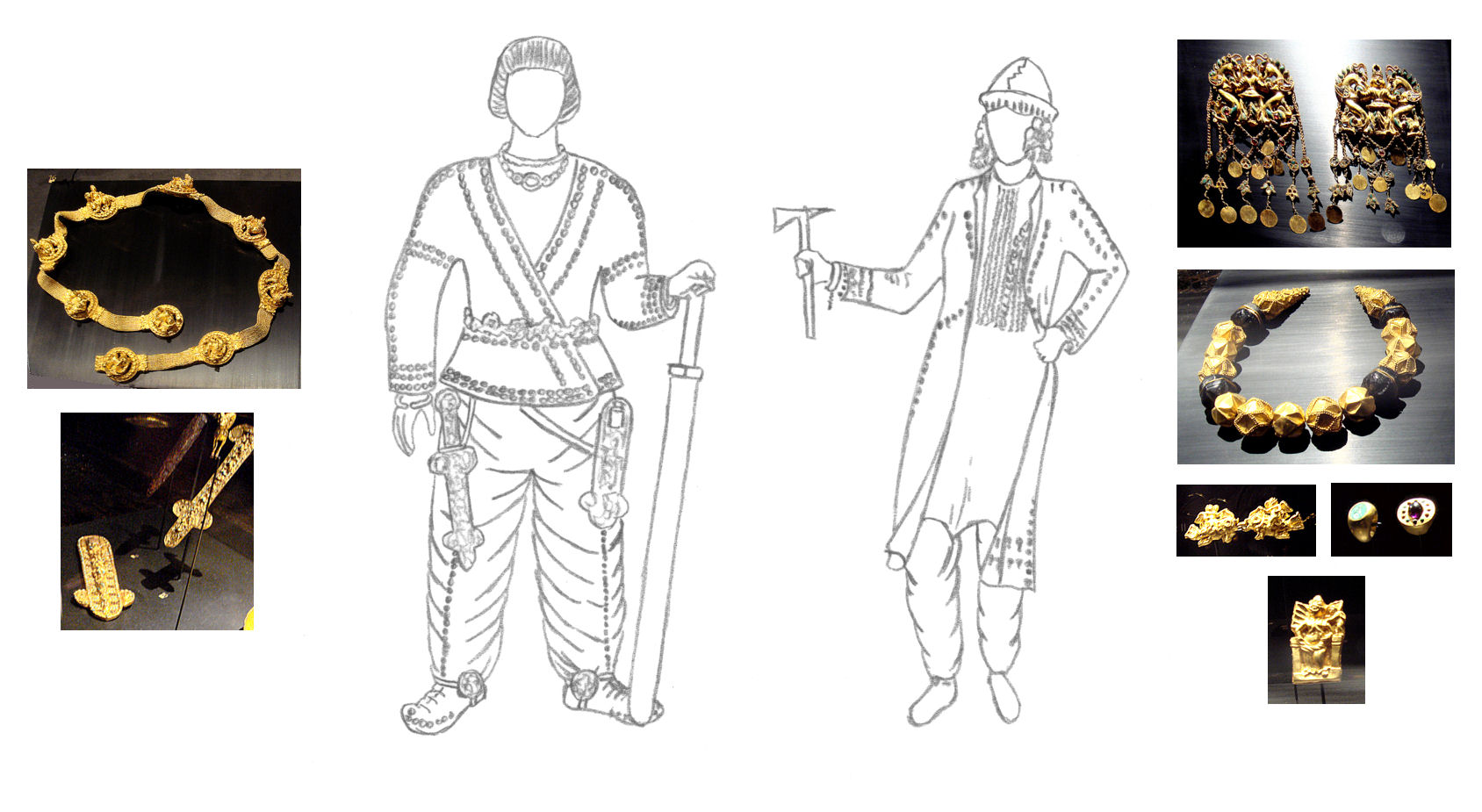
Essai de reconstitution de l'allure de deux des défunts.

L'identification précise des occupants des tombes pose problème, même s'il s'agissait de nomades ou de personnes d'ascendance nomade récente. Selon Dupaigne, les tombes sont une nécropole de membres d'« une population d'origine scythique (...) famille régnante locale ». Sarianidi évoque une « famille régnante locale » sans préciser davantage, si ce n'est que l'époque correspond à la fondation de l'empire kouchan et que les tombes appartiennent à une famille princière nomade. Plus loin le même considère qu'« il y a (...) lieu de penser que la nécropole appartenait à la famille des Yue-Chih qui fonda la dynastie du Kouchan ». Il considère que les occupants des sépultures étaient des « membres de la dynastie royale, dont les pères et les grands-pères avaient passé au feu et à l'épée toute la Bactriane ». Cette hypothèse de l'inventeur du site a été battue en brêche par un certain nombre de spécialistes.
Il n’est pas certain selon Schiltz que les occupants du site aient été des « nomades Yuezhi venus des confins chinois » et ancêtres de l’empire kouchan. Bernard met en avant les similitudes des découvertes de Tillia tepe avec les sites yuezhis fouillés par les archéologues soviétiques, mais considère qu'il s'agit là d'« un fond de traditions culturelles, communes à tous ces peuples de la steppe, renforcé par un réseau de connexion de toutes sortes qui s'était tissé entre eux ». Selon Gorshenna et Rapin, « les défunts appartenaient sans doute au clan le plus méridional des nomades scytho-sarmates, rivaux des Yue-chi et des premiers Kouchans ». Chuvin, avec Bernard, pense pour sa part que ce sont des « descendants de nomades de l'ouest de la Bactriane, sans doute des Saces [Sakas ou Sacarauques selon Schiltz] gravitant dans l'orbite de l'Empire parthe mais également étroitement liés au monde sarmate », peut-être d'origine locale. Les Sakas « nomadisent de l'Oural et l'Altaï » et un de ses clans aurait été à l'origine de la nécropole de Tillia tepe selon Cambon. Bernard considère que même si les gens de Tillia tepe ne sont ni saces ni Sacarauques, « d'une tribu dont le nom ne nous serait pas parvenu (...), c'est de leur côté néanmoins qu'il faudrait son appartenance ethnique et culturelle et non du côté des Yue-Chih des sources chinoises ».
Le clan et les territoires des « gens de Tillia tepe » sont inconnus, et « le mystère demeure ». Les nomades étaient très nombreux et difficiles à identifier précisément parfois. La richesse des bijoux féminins évoque selon Sarianidi une population autrefois nomade, « puisque c'est seulement parmi les nomades que les femmes jouissaient d'un statut privilégié ». Une sépulture d'une princesse nomade, « proche de celle de Tilla tepe », a été découverte par une mission archéologique franco-ouzbèque à Koktepe, non loin de Samarcande.
Les vestiges matériels laissés par les maîtres de Tillia tepe témoigne d'un « monde nomade maître de la route de l'or qui provient de l'Altaï » et « au centre d'un vaste réseau d'échanges dont les ramifications apparaissent très lointaines ».

### Objets aux influences multiples témoignant d'une société raffinée
Cambon énonce que « [l]es pièces sont l'écho d'une société nomade où luxe et raffinement riment avec tolérance, curiosité pour des mondes inconnus ». L'ensemble des pièces d'orfèvrerie « montre un monde nomade éclectique et ouvert, qui joue de la curiosité pour des mondes différents et cultive la beauté ».
Sarianidi considère que les bijoux sont « d'un haut niveau d'élaboration technique ». La qualité technique de l'orfèvrerie est saluée par Schiltz, en particulier la granulation et l'incrustation. La plupart des objets seraient issus d'un même atelier.
Sarianidi y voit une influence de l'Asie mineure et de l'art achéménide hellénisé, en particulier les représentations animales réalistes. Les objets d'or ressemblent à ceux retrouvés à Ninive, dans le royaume parthe, qui s'étendit jusqu'à Chéberghân. Ils possèdent des « motifs hellénisants » mais sont plus sûrement des « œuvres composites ».
Les représentations animales de Tillia tepe, « animaux lovés sur eux-mêmes formant un cercle ou bien dessinant un nœud, liés les uns aux autres et se mordant furieusement les pattes ou la queue », sont pour leur part liés à ceux présents dans les découvertes des kourganes de Sibérie, plus précisément du Haut-Altaï. Les objets retrouvés et la présence à proximité de la ville de Tanaïs de chameau bactrien signalent les mouvements vers l'ouest des Sarmates et les contacts entre le sud de la Russie et l'Asie centrale.
Les représentations peuvent également avoir un sens grec et aussi une résonance dans la statuaire bactrienne du IIe millénaire av. J.-C., âge du bronze local, où une divinité est sur un trône ou un dragon. Dans la même thématique, une représentation de divinité assise sur un lion peut représenter à la fois Cybèle et une divinité ailée bactrienne.
Sarianidi signale que « les compositions rigides, frontales » sont inférieures au plan esthétique aux productions gréco-bactriennes. Sont présents dans les motifs « d'étranges malentendus visuels », sont manquants des éléments de décor, ce qui surprend. Les éléments retrouvés montrent un éloignement du réalisme grec, leurs « formes mortes et figées derrière lesquelles il est difficile de reconnaître les anciennes traditions gréco-bactriennes ».
Au-delà de la richesse des ornements, Schiltz énonce que « plus secret est le réseau de traditions, d'inspirations, d'influences, qui en sous-tend les formes et les décors ». Cambon considère le « monde nomade beaucoup plus raffiné, beaucoup plus éclectique, bien plus hellénisé qu'on ne s'y attendait ». Le même pointe le côté insaisissable, avec des objets datables de 170-145 av. J.-C., du Ier siècle av. J.-C., et avec une découverte numismatique du Ier siècle de notre ère avec la monnaie de Tibère. Schiltz date la nécropole du premier ou du deuxième quart du Ier siècle. Les découvertes au mobilier le plus proche ont été effectuées dans des nécropoles sarmates du sud de l'Oural et du nord du Caucase, donc bien à l'ouest de Tillia tepe. Cette présence est peut-être due selon Chuvin à la pression des Kangju vers le nord-ouest qui entraîne le mouvement vers l'ouest des Sarmates puis des Alains.

### Région sous influences culturelles diverses
« Plus encore que la richesse de leurs sépultures, la diversité des traditions, steppique, grecque, parthe, chinoise, indienne, qui s'y entrecroisent, est tout à fait remarquable » selon Chuvin. « L'art de Tillia tepe est un art mêlé » selon Schiltz et un « véritable syncrétisme religieux et culturel ». Selon Cambon, « la synthèse que suggère Tillia tepe (...) allie la Chine à la Méditerranée, en passant par les steppes ».

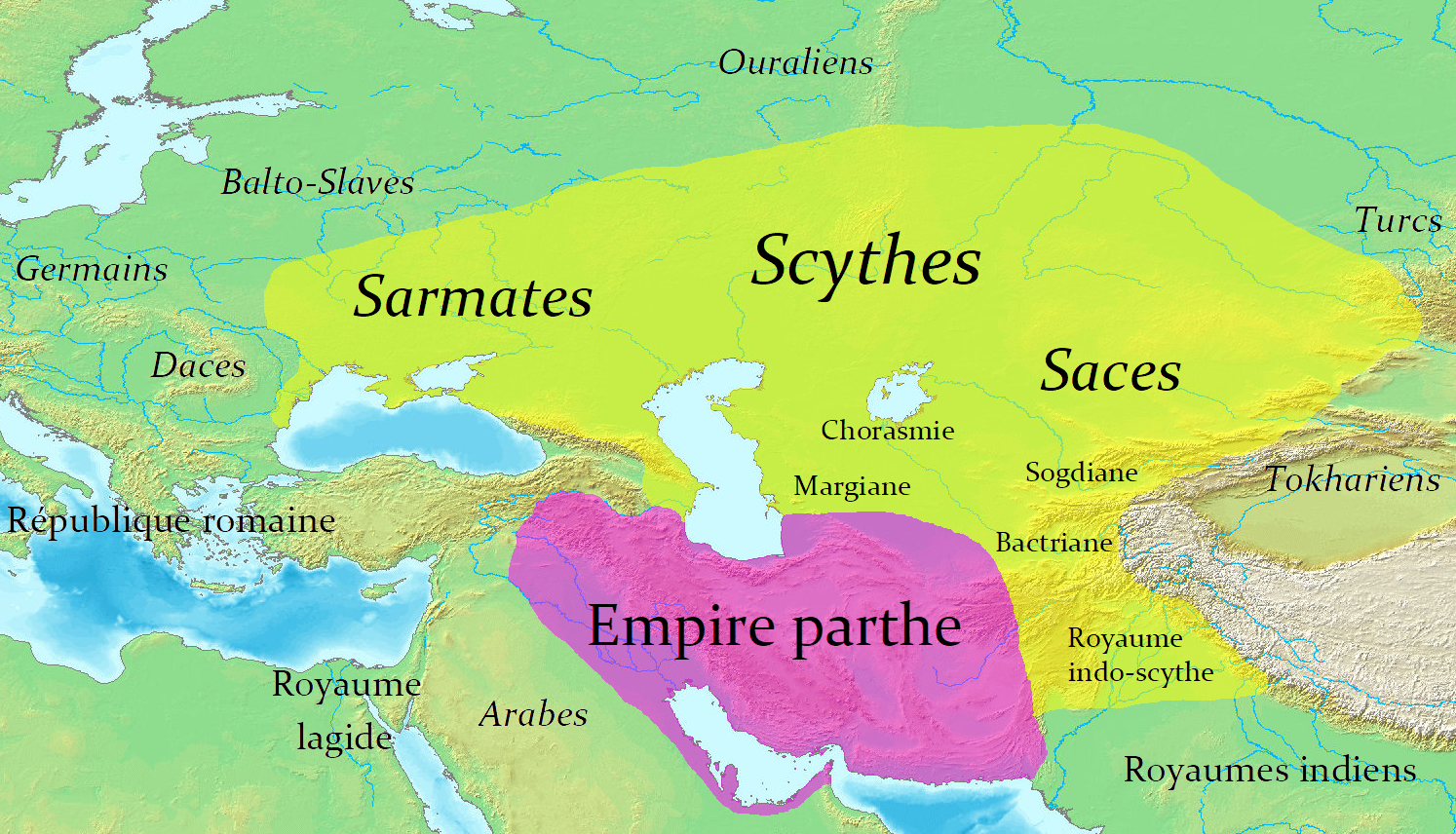
Les Scythes et les Parthes vers 100 av. J.-C.

La région a été le creuset d'une fusion de deux cultures, la culture grecque et la culture bactrienne, les items présentant « un amalgame de thèmes mythologiques et de motifs d'origine diverse ». Le royaume gréco-bactrien « conditionna durant des nombreux siècles l'histoire de nombreux peuples d'Asie centrale ». Les nomades qui l'ont détruit « ont assimilé rapidement les acquis des artistes gréco-bactriens qui eux-mêmes avaient adopté ceux de la culture grecque », selon Sarianidi l'art mixte « a pu subjuguer le cœur de ces nomades qui se mirent à suivre les modes grecques et oublièrent peu à peu la culture et l'art scythe ».
Les personnages représentés sur les éléments dégagés présentent divers types raciaux : certains sont bridés et de type mongoloïde, d'autres aux visages ronds et lèvres épaisses s'apparentent aux premiers habitants de Bactriane. Des profils sont pour leur part de type grec.
La monnaie qui été découverte dans la bouche d'un squelette dénote « une forte influence de la religion grecque avait remplacé quelques-uns des anciens rituels funéraires des nomades »,. La présence d'un crâne de cheval sur une des tombes rappelle les rites des Scythes, de même que le tumulus avait la forme d'un kourgane « où l'on enterrait leurs ancêtres avec d'énormes tas de chevaux sacrifiés rituellement ». Les trouvailles de Tillia tepe sont proches des découvertes gréco-scythes réalisées sur le Bosphore et en Russie du sud selon Cambon. Les Scythes « se retrouvent au carrefour de la route maritime et de la route terrestre ».
Les trouvailles dénotent une influence gréco-romaine, gréco-bactrienne, parthe du Khorassan, et scythe du Haut-Altaï. La région était soumise alors à « des influences culturelles nombreuses et variées ». Les trouvailles chinoises ou d'influence indienne « rappellent que cette région était traversée par la grande route de la soie, qui allait de la Chine à la Méditerranée ». La culture locale constitue un « mélange original de styles et de civilisations d'origines diverses » et les objets retrouvés sont « les premiers exemples d'un art hellénistique résultant du mélange de la tradition artistique gréco-romaine avec celle de l'Asie centrale ». Bernard qualifie la découverte de « version centrale asiatique de l'art gréco-scythe totalement originale ».
Le trésor « illustre parfaitement une société nomade cultivée et ouverte aux autres mondes, de l'Eurasie à l'Extrême-Orient »,. Le trésor de Tillia tepe . Chuvin qualifie cette découverte de « synthèse artistique » témoignant d'une « grande richesse et où la diversité des nations et des croyances était respectée ». Pour Schiltz, le trésor de Tillia tepe a donné « la plus grande leçon de ce merveilleux ensemble : que tout art est alliage, et que de cet alliage, c'est la terre afghane qui a été le creuset », pour Sarianidi « la force d'un art véritable ignore les frontières géographiques et plus encore politiques car il appartient à l'humanité ». Cambon résume le message délivré par la découverte selon lui, « Tillia tepe, c'est d'abord un jeu d'écho, un jeu de résonances infinies et lointaines qui couvre l'Eurasie ».

## Numéros d’inventaire au musée national afghan de Kaboul
1. ↑  M.K. 04.40.9
2. 1 2  M.K. 04.40.5
3. ↑  M.K. 04.40.303
4. ↑  M.K. 04.40.298
5. ↑  M.K. 04.40.301
6. ↑  M.K. 04.40.305
7. ↑  M.K. 04.40.299
8. ↑  M.K. 04.40.326
9. ↑  M.K. 04.40.113
10. ↑  M.K. 04.40.109
11. 1 2  M.K. 04.40.117
12. ↑  M.K. 04.40.115
13. ↑  M.K. 04.40.175
14. ↑  M.K. 04.40.108
15. ↑  M.K. 04.40.111
16. ↑  M.K. 04.40.116
17. ↑  M.K. 04.40.82
18. ↑  M.K. 04.40.174
19. ↑  M.K. 04.40.423
20. ↑  M.K. 04.40.241
21. ↑  M.K. 04.40.163
22. ↑  M.K. 04.40.426
23. ↑  M.K. 04.40.172
24. ↑  M.K. 04.40.245
25. ↑  M.K. 04.40.110
26. ↑  M.K. 04.40.199
27. ↑  M.K. 04.40.166
28. ↑  M.K. 04.40.165
29. ↑  M.K. 04.40.227
30. ↑  M.K. 04.40.242
31. ↑  M.K. 04.40.162
32. ↑  M.K. 04.40.247
33. 1 2  M.K. 04.40.381
34. ↑  M.K. 04.40.384
35. ↑  M.K. 04.40.383
36. ↑  M.K. 04.40.400
37. 1 2  M.K. 04.40.399
38. ↑  M.K. 04.40.393
39. ↑  M.K. 04.40.385
40. ↑  M.K. 04.40.386
41. ↑  M.K. 04.40.416
42. ↑  M.K. 04.40.417
43. ↑  M.K. 04.40.390
44. 1 2 3  M.K. 04.40.382
45. 1 2 3  M.K. 04.40.388
46. 1 2  M.K. 04.40.387
47. 1 2  M.K. 04.40.392
48. ↑  M.K. 04.40.378
49. ↑  M.K. 04.40.18
50. ↑  M.K. 04.40.161
51. ↑  M.K. 04.40.143
52. ↑  M.K. 04.40.134
53. ↑  M.K. 04.40.137
54. ↑  M.K. 04.40.85
55. ↑  M.K. 04.40.140
56. ↑  M.K. 04.40.141
57. 1 2  M.K. 04.40.50
58. 1 2  M.K. 04.40.53
59. 1 2  M.K. 04.40.1
60. 1 2  M.K. 04.40.51
61. ↑  M.K. 04.40.16
62. ↑  M.K. 04.40.52
63. ↑  M.K. 04.40.7
64. ↑  M.K. 04.40.45
65. ↑  M.K. 04.40.47

### Ouvrages généraux et sur l’Asie centrale en général
- Paul Bernard, « Les nomades conquérants de l'empire gréco-bactrien. Réflexions sur leur identité ethnique et culturelle », Comptes-rendus des séances de l'Académie des Inscriptions et Belles-Lettres, no 4,‎ 1987, p. 758-768 (lire en ligne)
- Pierre Chuvin (trad. de l'anglais), Les Arts de l'Asie Centrale, Paris, Citadelles et Mazenod, 1999, 617 p. (ISBN 2-85088-074-4)
- Svetlana Gorshenina et Claude Rapin, De Kaboul à Samarcande : Les archéologues en Asie centrale, Gallimard, coll. « Découvertes Gallimard / Archéologie » (no 411), 2001, 160 p. (ISBN 978-2-07-076166-1)
- Gianni Guadalupi (trad. de l'italien), Ors et trésors : Chefs-d'œuvre de joaillerie de l'antiquité à nos jours, Paris, White Star, 2008, 349 p. (ISBN 978-88-6112-138-6)
- Véronique Schiltz, Les Scythes et les nomades des steppes : VIIIe siècle av. J.-C. - Ier siècle après J.-C., Paris, Gallimard, 1994, 469 p. (ISBN 2-07-011313-2)
- Khasanov, Mutallib, Isamiddinov, Muxammedzon, Rapin, Claude, La tombe d'une princesse nomade à Koktepe près de Samarkand [lire en ligne]
- (en) Maria Filomena Guerra, Guy Demortier, Maria Luisa Vitobello, Saidmurod Bobomulloev, Dominique Bagault, Thierry Borel et Ikhom Mirsaidov, « Analytical study of the manufacturing techniques of Kushan gold jewellery (National Museum of Antiquities of Tajikistan) », Archéosciences, 33, 2009, p. 177-185 [lire en ligne]

### Ouvrages sur l’Afghanistan
- Pierre Cambon, Afghanistan, une histoire millénaire, Paris-Barcelone, RMN/Musée national des arts asiatiques Guimet – Fundacion « La Caixa », 2002, 205 p. (ISBN 2-7118-4413-7)
- Bernard Dupaigne, Afghanistan. Monuments millénaires, Paris, Imprimerie nationale/Actes Sud, 2007, 318 p. (ISBN 978-2-7427-6992-6 et 2-7427-6992-7)
- Pierre Cambon et Jean-François Jarrige, Afghanistan les trésors retrouvés : Collections du musée national de Kaboul, Paris, RMN/Musée national des arts asiatiques Guimet, 2007, 297 p. (ISBN 978-2-7118-5218-5)

### Travaux sur Tillia tepe
- Pierre Cambon, « Tillia tepe », dans Pierre Cambon, Jean-François Jarrige, Véronique Schiltz, Paul Bernard et National museum of Afghanistan (Kaboul), Afghanistan : les trésors retrouvés : collections du Musée national de Kaboul, 2007 (ISBN 978-2-7118-5218-5, SUDOC 112587526), p. 164-165
- Pierre Cambon, « Tillia tepe, la connexion de l'Est », dans Afghanistan les trésors retrouvés, 2007b, p. 295-297
- Henri-Paul Francfort, « Tillya Tépa (Afghanistan). La sépulture d’un roi anonyme de la Bactriane du Ier siècle p.C. », Topoi. Orient-Occident, nos 17-1,‎ 2011, p. 277-347 (résumé)
- Karl Jettmar, « Viktor I. Sarianidi Afghanistan : les trésors des rois anonymes », Arts asiatiques, no 43,‎ 1988, p. 170-172 (lire en ligne)
- Véronique Schiltz, « Tillia tepe, la « colline de l’or », une nécropole nomade », dans Afghanistan les trésors retrouvés, 2007, p. 68-79
- Véronique Schiltz, « Notices sur Tillia tepe », dans Afghanistan les trésors retrouvés, 2007b, p. 270-283
- Viktor Sarianidi, L'or de la Bactriane : fouilles de la nécropole de Tillia-Tépé en Afghanistan septentrional, Léningrad, Édition d'art Aurora, 1985
- Viktor Sarianidi, « Afghanistan: la colline d'or. Les tombeaux d'une dynastie mystérieuse », dans Courrier de l'Unesco, volume 32, 1979 (lire en ligne), p. 29-32
- Viktor Sarianidi, « Le trésor de Tilia Tepe », Dossiers d'archéologie, no 247,‎ 1999, p. 75-80 (résumé)
- Pierre Chuvin, « L'or de la Bactriane », L'histoire, no 101,‎ 1987, p. 96-99 (résumé)
- Sophie Crancon, « Afghanistan : Les trésors du musée de Kaboul au musée Guimet », Archeologia, no 440,‎ 2007, p. 18-30